# Guerra do Paraguai
Guerra do Paraguai foi o maior conflito armado internacional ocorrido na América Latina, travada entre o Paraguai e a Tríplice Aliança, composta pelo Império do Brasil, Argentina e Uruguai. Ela se estendeu de dezembro de 1864 a março de 1870. É também chamada Guerra da Tríplice Aliança, na Argentina e no Uruguai, e de Guerra Grande, Guerra Contra a Tríplice Aliança e Guerra-Guaçu no Paraguai.
Em 1864, o Brasil estava envolvido num conflito armado no Uruguai, que pôs fim à Guerra do Uruguai ao depor o governo interino de Atanasio Aguirre (sucessor de Bernardo Prudencio Berro), do Partido Blanco e aliado de Francisco Solano López. O ditador paraguaio se opôs à invasão brasileira do Uruguai porque contrariava seus interesses. O conflito iniciou-se com o aprisionamento no porto de Assunção, em 11 de novembro de 1864, do barco a vapor brasileiro Marquês de Olinda, que transportava o novo presidente da província de Mato Grosso, Frederico Carneiro de Campos, que nunca chegou a Cuiabá, morrendo em uma prisão paraguaia. Seis semanas depois, o exército do Paraguai, sob ordens de Francisco Solano López, invadiu pelo sul a província brasileira de Mato Grosso. Antes da intervenção brasileira no Uruguai, Solano López já vinha produzindo material bélico moderno, em preparação para um futuro conflito com a Argentina mitrista, e não com o Império. Solano López alimentava o sonho expansionista e militarista de formar o Grande Paraguai, que abrangeria, além do Paraguai, as regiões argentinas de Corrientes e Entre Ríos, o Uruguai, o Rio Grande do Sul e o Mato Grosso. Objetivando a expansão imperialista, Solano López instalou o serviço militar obrigatório, organizou um exército de 80 000 homens, reaparelhou a Marinha e criou indústrias bélicas.
Em maio de 1865, o Paraguai também fez várias incursões armadas em território argentino, com objetivo de conquistar o Rio Grande do Sul. Contra as pretensões do governo paraguaio, o Brasil, a Argentina e o Uruguai reagiram, firmando o acordo militar chamado de Tríplice Aliança. O Império do Brasil, a Argentina mitrista e o Uruguai florista, aliados, derrotaram o Paraguai após mais de cinco anos de lutas durante os quais o Império enviou em torno de 150 mil homens à guerra. Cerca de 50 mil não voltaram — alguns autores asseveram que as mortes no caso do Brasil podem ter alcançado 60 mil se forem incluídos civis, principalmente nas então províncias do Rio Grande do Sul e de Mato Grosso. Argentina e Uruguai sofreram perdas proporcionalmente pesadas — mais de 50% de suas tropas faleceram durante a guerra — apesar de, em números absolutos, serem menos significativas. Já as perdas humanas sofridas pelo Paraguai são calculadas em até 300 mil pessoas, entre civis e militares, mortos em decorrência dos combates, das epidemias que se alastraram durante a guerra e da fome.
A derrota marcou uma reviravolta decisiva na história do Paraguai, tornando-o um dos países mais atrasados da América do Sul, devido ao seu decréscimo populacional, ocupação militar por quase dez anos, pagamento de pesada indenização de guerra, no caso do Brasil até a Segunda Guerra Mundial, e uma perda de em torno de 40% do território em litígio para o Brasil e Argentina. No pós-guerra, o Paraguai manteve-se sob a hegemonia brasileira. Foi o último de quatro conflitos armados internacionais na chamada Questão do Prata, nos quais o Império do Brasil lutou, no século XIX, pela supremacia sul-americana: o primeiro, a Guerra da Cisplatina; o segundo, a Guerra do Prata; e o terceiro, a Guerra do Uruguai.

## Antecedentes

### Disputas territoriais

A região platina em 1864. As áreas sombreadas são territórios disputados

Desde sua independência de Portugal e Espanha no início do século XIX, o Império do Brasil e os países hispano-americanos da América do Sul foram atormentados por disputas territoriais. Todas as nações da região tiveram conflitos de fronteira persistentes com vários vizinhos. A maioria tinha reivindicações sobrepostas para os mesmos territórios.
As disputas territoriais pioraram quando o Vice-Reino do Rio da Prata entrou em colapso no início da década de 1810, levando à ascensão da Argentina, Paraguai, Bolívia e Uruguai. O historiador Pelham Horton Box escreve: "A Espanha imperial legou às nações hispano-americanas emancipadas não apenas suas próprias disputas de fronteira com o Brasil português, mas problemas que não a perturbaram, relacionados com os limites exatos de seus próprios vice-reinos, capitanias gerais, audiências e províncias". Uma vez separados, Argentina, Paraguai e Bolívia brigaram por terras que eram em sua maioria desconhecidas e desabitadas. Elas eram escassamente povoadas ou colonizadas por tribos nativas que não se identificam com nenhuma das partes envolvidas. No caso do Paraguai com seu vizinho Brasil, o problema era definir se os rios Apa ou Branco deveriam representar sua fronteira real, uma questão persistente que incomodou e confundiu Espanha e Portugal no final do século XVIII. A região entre os dois rios era povoada apenas por algumas tribos indígenas que vagavam pela área atacando assentamentos entre o Brasil e do Paraguai.

### Situação política antes da guerra
Existem várias teorias sobre as origens da guerra. A visão tradicional enfatiza as políticas do presidente paraguaio Francisco Solano López, que usou a Guerra do Uruguai como pretexto para obter o controle da bacia do rio da Prata. Isso provocou uma reação das hegemonias regionais, Brasil e Argentina, que exerciam influência sobre as repúblicas muito menores do Uruguai e do Paraguai.
A guerra também foi atribuída ao rescaldo do colonialismo na América do Sul com conflitos de fronteira entre os novos Estados, a luta pelo poder entre as nações vizinhas sobre a região estratégica do Rio da Prata, a intromissão do Brasil e da Argentina na política interna do Uruguai (que já havia causado a Guerra do Prata), os esforços de Solano López para ajudar seus aliados no Uruguai (derrotado pelos brasileiros) e suas supostas ambições expansionistas.
Desde a independência do Brasil e da Argentina, a luta de ambos pela hegemonia na região do rio da Prata marcou profundamente as relações diplomáticas e políticas entre os países da região.

### Prelúdio uruguaio
O Brasil havia realizado três intervenções políticas e militares no politicamente instável Uruguai: em 1851 contra Manuel Oribe para combater a influência argentina no país e acabar com o Grande Cerco de Montevidéu; em 1855, a pedido do governo uruguaio e de Venâncio Flores, líder do Partido Colorado, tradicionalmente apoiado pelo Império Brasileiro; e em 1864, contra Atanasio Aguirre. Esta última intervenção levaria à Guerra do Paraguai.
Em 19 de abril de 1863, o general uruguaio Venancio Flores, então oficial do exército argentino e líder do Partido Colorado do Uruguai, invadiu seu país, dando início à Cruzada Libertadora, com o apoio aberto da Argentina que abastecia os rebeldes com armas, munições e dois mil homens. Flores queria derrubar o governo do Partido Blanco do presidente Bernardo Berro,:24 que era aliado do Paraguai.:24
O presidente paraguaio López enviou uma nota ao governo argentino em 6 de setembro de 1863, pedindo explicações, mas Buenos Aires negou qualquer envolvimento no Uruguai.:24 A partir desse momento, o serviço militar obrigatório foi introduzido no Paraguai; em fevereiro de 1864, outros 64 mil homens foram convocados para o exército.:24
Um ano após o início da Cruzada Libertadora, em abril de 1864, o ministro brasileiro José Antônio Saraiva desembarcou em águas uruguaias com a Frota Imperial, para exigir o pagamento dos danos causados a fazendeiros gaúchos em conflitos de fronteira com fazendeiros uruguaios. O presidente uruguaio Atanasio Aguirre, do Partido Blanco, rejeitou as demandas brasileiras, apresentou suas próprias demandas e pediu ajuda ao Paraguai. Para dirimir a crise crescente, Solano López se ofereceu como mediador da crise uruguaia, pois era um aliado político e diplomático dos Blancos uruguaios, mas a oferta foi recusada pelo Brasil.
Soldados brasileiros nas fronteiras ao norte do Uruguai começaram a ajudar as tropas de Flores e a perseguir oficiais uruguaios, enquanto a Frota Imperial pressionava fortemente Montevidéu. Durante os meses de junho a agosto de 1864, um Tratado de Cooperação foi assinado entre o Brasil e a Argentina em Buenos Aires, para assistência mútua na Crise da Bacia do Prata.
O ministro brasileiro Saraiva enviou um ultimato ao governo uruguaio em 4 de agosto de 1864: ou acatar as demandas brasileiras, ou o exército brasileiro retaliaria. O governo paraguaio foi informado de tudo isso e enviou ao Brasil uma mensagem, na qual constava em parte:

O governo da República do Paraguai considerará qualquer ocupação do território oriental [ou seja, Uruguai] como atentado ao equilíbrio dos Estados do Prata, que interessa à República do Paraguai como garantia de sua segurança, paz e prosperidade; e que proteste da maneira mais solene contra o ato, livrando-se para o futuro de todas as responsabilidades que possam surgir da presente declaração.
O governo brasileiro, provavelmente acreditando que a ameaça paraguaia seria apenas diplomática, respondeu no dia 1º de setembro, afirmando que "jamais abandonará o dever de proteger a vida e os interesses dos súditos brasileiros". Mas em sua resposta, dois dias depois, o governo paraguaio insistiu que "se o Brasil tomar as medidas contra as quais protestou na nota de 30 de agosto de 1864, o Paraguai terá a dolorosa necessidade de efetivar seu protesto".
No dia 12 de outubro, apesar das notas e ultimatos paraguaios, tropas brasileiras sob o comando do general João Propício Mena Barreto invadiram o Uruguai,:24 marcando assim o início das hostilidades. As ações militares paraguaias contra o Brasil começaram em 12 de novembro, quando o navio paraguaio Tacuarí capturou o navio brasileiro Marquês de Olinda, que navegava pelo rio Paraguai até a província de Mato Grosso, com o recém-nomeado Presidente da Província a bordo. O Paraguai declararia oficialmente guerra ao Brasil apenas em 13 de dezembro de 1864, na véspera da invasão paraguaia na província brasileira de Mato Grosso.
O conflito entre Brasil e Uruguai foi resolvido em fevereiro de 1865. A notícia do fim da guerra foi trazida por Pereira Pinto e foi recebida com alegria no Rio de Janeiro. Imperador D. Pedro II foi surpreendido por uma multidão de milhares nas ruas em meio a aclamações. No entanto, a opinião pública rapidamente mudou para pior quando os jornais começaram a publicar histórias pintando a convenção de 20 de fevereiro como prejudicial aos interesses brasileiros, pelos quais o gabinete foi responsabilizado. Os recém-erguidos visconde de Tamandaré e Mena Barreto (hoje Barão de São Gabriel) apoiaram o acordo de paz. Tamandaré mudou de ideia logo depois e aceitou as acusações. Um membro do partido da oposição, José Paranhos, visconde do Rio Branco, foi usado como bode expiatório pelo imperador e pelo governo e foi chamado em desgraça para a capital imperial. A acusação de que a convenção não atendeu aos interesses brasileiros provou ser infundada. Paranhos não só conseguiu resolver todas as reivindicações brasileiras, mas ao evitar a morte de milhares, ganhou um aliado uruguaio voluntário e grato em vez de um duvidoso e ressentido, o que forneceu ao Brasil uma importante base de operações durante o agudo confronto com o Paraguai que logo se seguiu.

## Forças opostas

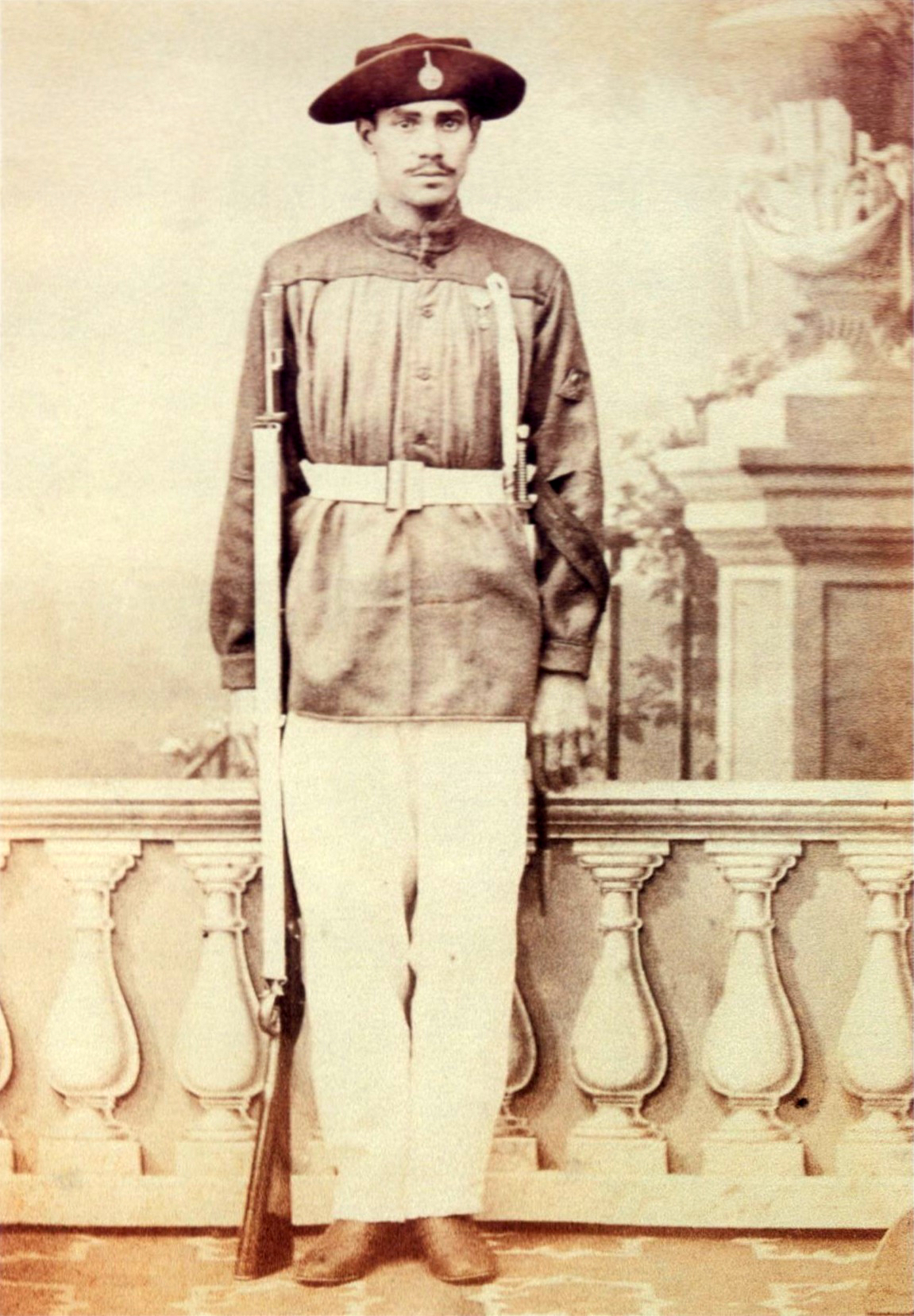
Um cabo brasileiro do 1º Batalhão do Corpo de Voluntários da Pátria, infantaria pesada, 1865

### Paraguai
Segundo alguns historiadores, o Paraguai iniciou a guerra com mais de 60 mil homens treinados — 38 mil dos quais já armados — 400 canhões, um esquadrão naval de 23 barcos a vapor e cinco navios fluviais (entre eles a canhoneira Tacuarí). As comunicações na bacia do rio da Prata eram mantidas exclusivamente por via fluvial, pois existiam muito poucas estradas. Quem controlasse os rios venceria a guerra, então o Paraguai havia construído fortificações nas margens da parte inferior do rio Paraguai.:28–30
No entanto, estudos recentes sugerem muitos problemas. Embora o exército paraguaio tivesse entre 70 mil e 100 mil homens no início do conflito, eles estavam mal equipados. A maioria dos armamentos de infantaria consistia em mosquetes e carabinas de calibre lisos imprecisos, lentos para recarregar e de curto alcance. A artilharia era igualmente pobre. Os militares não tinham formação, nem experiência, nem sistema de comando, pois todas as decisões eram tomadas pessoalmente por López. Alimentos, munições e armamentos eram escassos, com logística e atendimento hospitalar deficientes ou inexistentes. A nação de cerca de 450 mil pessoas não poderia resistir à Tríplice Aliança de 11 milhões de pessoas.

### Brasil e seus aliados

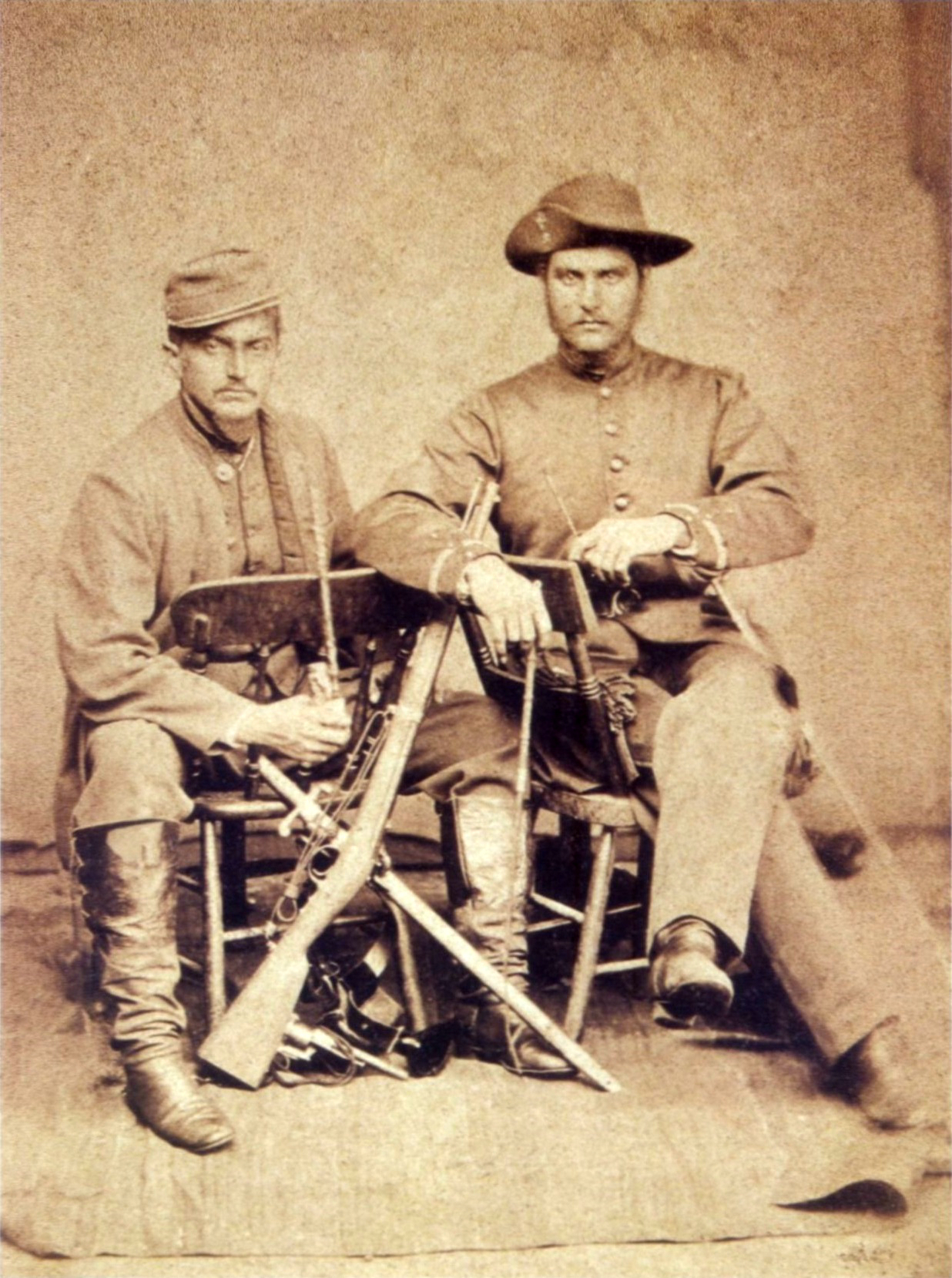
Oficiais brasileiros

No início da guerra, as forças militares do Brasil, Argentina e Uruguai eram muito menores que as do Paraguai. A Argentina tinha aproximadamente 8 500 tropas regulares e um esquadrão naval de quatro vapores e um goleta. O Uruguai entrou na guerra com menos de dois mil homens e nenhuma marinha. Muitos dos 16 mil soldados brasileiros estavam localizados nas guarnições do sul. A vantagem brasileira, porém, estava em sua marinha, composta por 45 navios com 239 canhões e cerca de quatro mil tripulantes bem treinados. Grande parte da esquadra já se encontrava na bacia do Rio da Prata, onde atuou sob o comando do Marquês de Tamandaré na intervenção contra o governo de Aguirre.

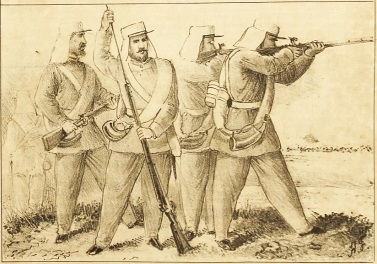
Uniforme do Exército Brasileiro adotado pelo governo para as campanhas oriental e paraguaia (Semana Illustrada, 1865).

O Brasil, porém, estava despreparado para uma guerra. Seu exército estava desorganizado. As tropas que utilizou no Uruguai eram em sua maioria contingentes armados de gaúchos e da Guarda Nacional. Enquanto alguns relatos brasileiros da guerra descreveram sua infantaria como voluntária (Voluntários da Pátria), outros relatos revisionistas argentinos e paraguaios depreciaram a infantaria brasileira como recrutada principalmente de escravos e da classe baixa sem terra (em sua maioria negros), que receberam a promessa de terras gratuitas para o alistamento. A cavalaria foi formada a partir da Guarda Nacional do Rio Grande do Sul.
No final das contas, um total de cerca de 146 mil brasileiros lutaram na guerra de 1864 a 1870, sendo os 10 025 militares do exército estacionados em território uruguaio em 1864, 2 047 que estavam na província de Mato Grosso, 55 985 voluntários da pátria, 60 009 guardas nacionais, 8 570 ex-escravos que foram libertados para serem enviados para a guerra e 9 177 militares da marinha. Outros 18 mil soldados da Guarda Nacional ficaram para defender o território brasileiro.

## Batalhas

### Ofensiva paraguaia em Mato Grosso

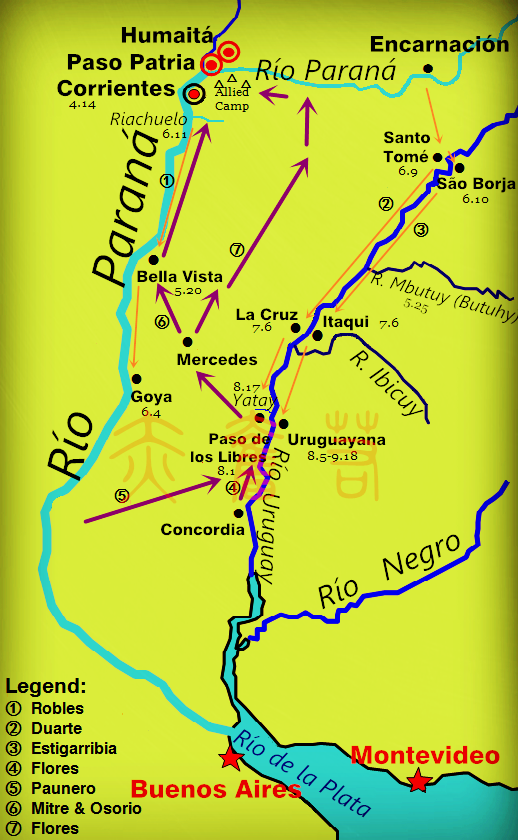
Invasão paraguaia e contra-ataque aliado em 1865

O Paraguai tomou a iniciativa durante a primeira fase da guerra, lançando a Campanha de Mato Grosso pela invasão da província brasileira de Mato Grosso em 14 de dezembro de 1864,:25 seguida por uma invasão da província do Rio Grande do Sul no sul em início de 1865 e a província argentina de Corrientes.
Duas forças paraguaias separadas invadiram o Mato Grosso simultaneamente. Uma expedição de 3 248 soldados, comandada pelo coronel Vicente Barrios, foi transportada por uma esquadra naval sob o comando do capitão Pedro Ignacio Meza pelo rio Paraguai até a cidade de Concepción.:25 Lá eles atacaram o Forte de Nova Coimbra em 27 de dezembro de 1864.:26 A guarnição brasileira de 154 homens resistiu por três dias, sob o comando do tenente-coronel Hermenegildo de Albuquerque Porto Carrero (posteriormente Barão do Forte Coimbra). Quando as munições se esgotaram, os defensores abandonaram o forte e retiraram-se rio acima em direção a Corumbá a bordo do canhoneiro Anhambaí.:26 Após ocupar o forte, os paraguaios avançaram mais ao norte, tomando as cidades de Albuquerque, Tage e Corumbá em janeiro de 1865.:26
Solano López então enviou um destacamento para atacar o posto militar da fronteira de Dourados. Em 29 de dezembro de 1864, este destacamento, liderado por Martín Urbieta, encontrou forte resistência do tenente Antonio João Ribeiro e seus 16 homens, que acabaram morrendo. Os paraguaios seguiram para Nioaque e Miranda, derrotando as tropas do coronel José Dias da Silva. Coxim foi tomada em abril de 1865. A segunda coluna paraguaia, formada por alguns dos 4 650 homens liderados pelo coronel Francisco Isidoro Resquín em Concepción, invadiu o Mato Grosso com 1 500 soldados.:26

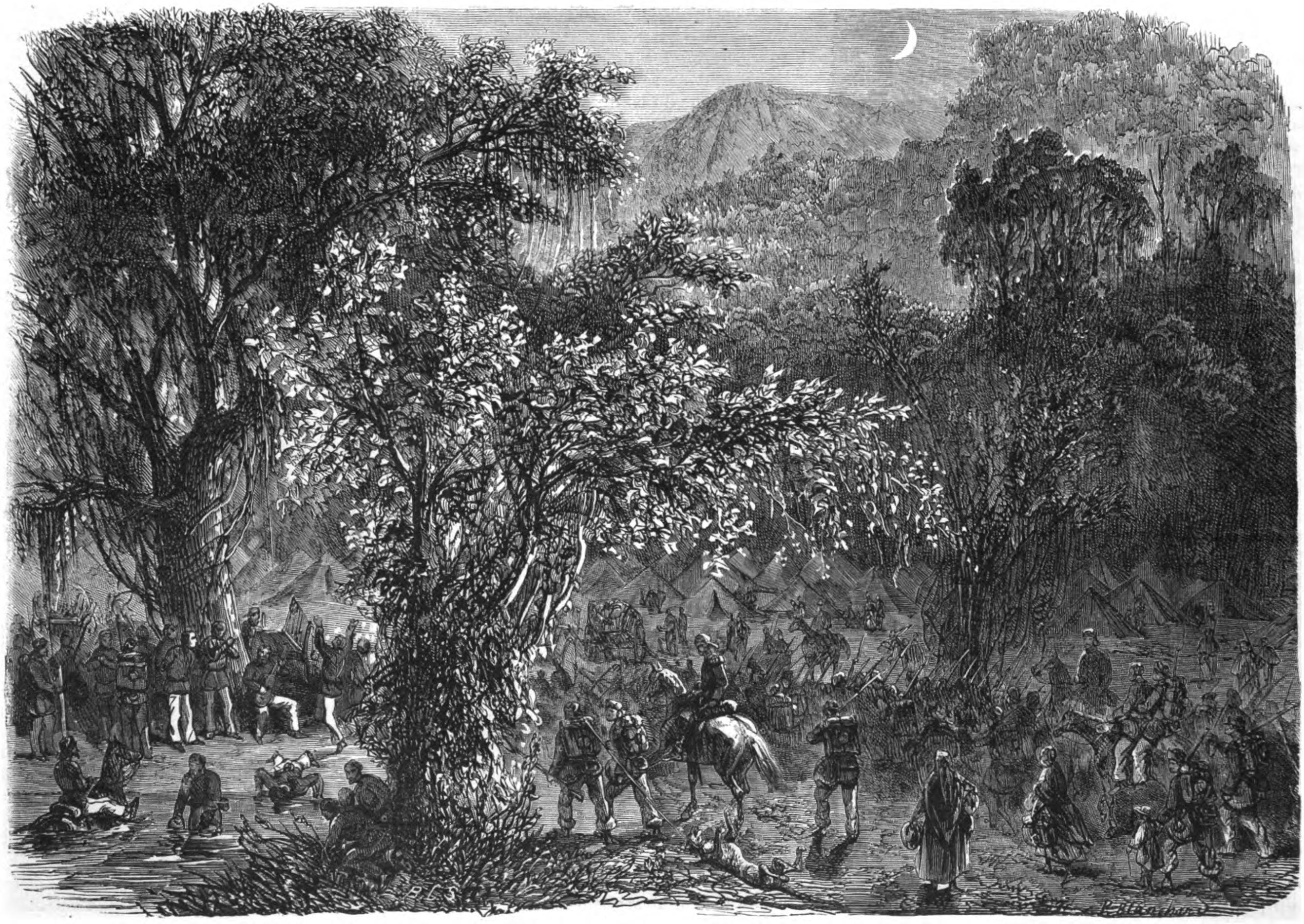
Expedição brasileira a Mato Grosso: Acampamento da Divisão Expedicionária nas matas virgens de Goiás (L'Illustration, 1866)

Apesar dessas vitórias, as forças paraguaias não seguiram para Cuiabá, capital da província, onde Augusto Leverger havia fortificado o acampamento de Melgaço. Seu objetivo principal era a captura das minas de ouro e diamante, interrompendo o fluxo desses materiais para o Brasil até 1869.:27
O Brasil enviou uma expedição para combater os invasores em Mato Grosso. Uma coluna de 2 780 homens liderados pelo coronel Manuel Pedro Drago deixou Uberaba em Minas Gerais em abril de 1865 e chegou a Coxim em dezembro após uma difícil marcha de mais de dois mil quilômetros por meio de quatro províncias. No entanto, o Paraguai já havia abandonado Coxim em dezembro. Drago chegou a Miranda em setembro de 1866 e os paraguaios haviam partido novamente. O coronel Carlos de Morais Camisão assumiu o comando da coluna em janeiro de 1867 — agora com apenas 1 680 homens — e decidiu invadir o território paraguaio, penetrando até Laguna, onde a cavalaria paraguaia obrigou a retirada da expedição. Apesar dos esforços das tropas de Camisão e da resistência da região, que conseguiu libertar Corumbá em junho de 1867, grande parte do Mato Grosso permaneceu sob controle paraguaio. Os brasileiros retiraram-se da área em abril de 1868, deslocando suas tropas para o principal teatro de operações, no sul do Paraguai.

### Invasão paraguaia de Corrientes e Rio Grande do Sul

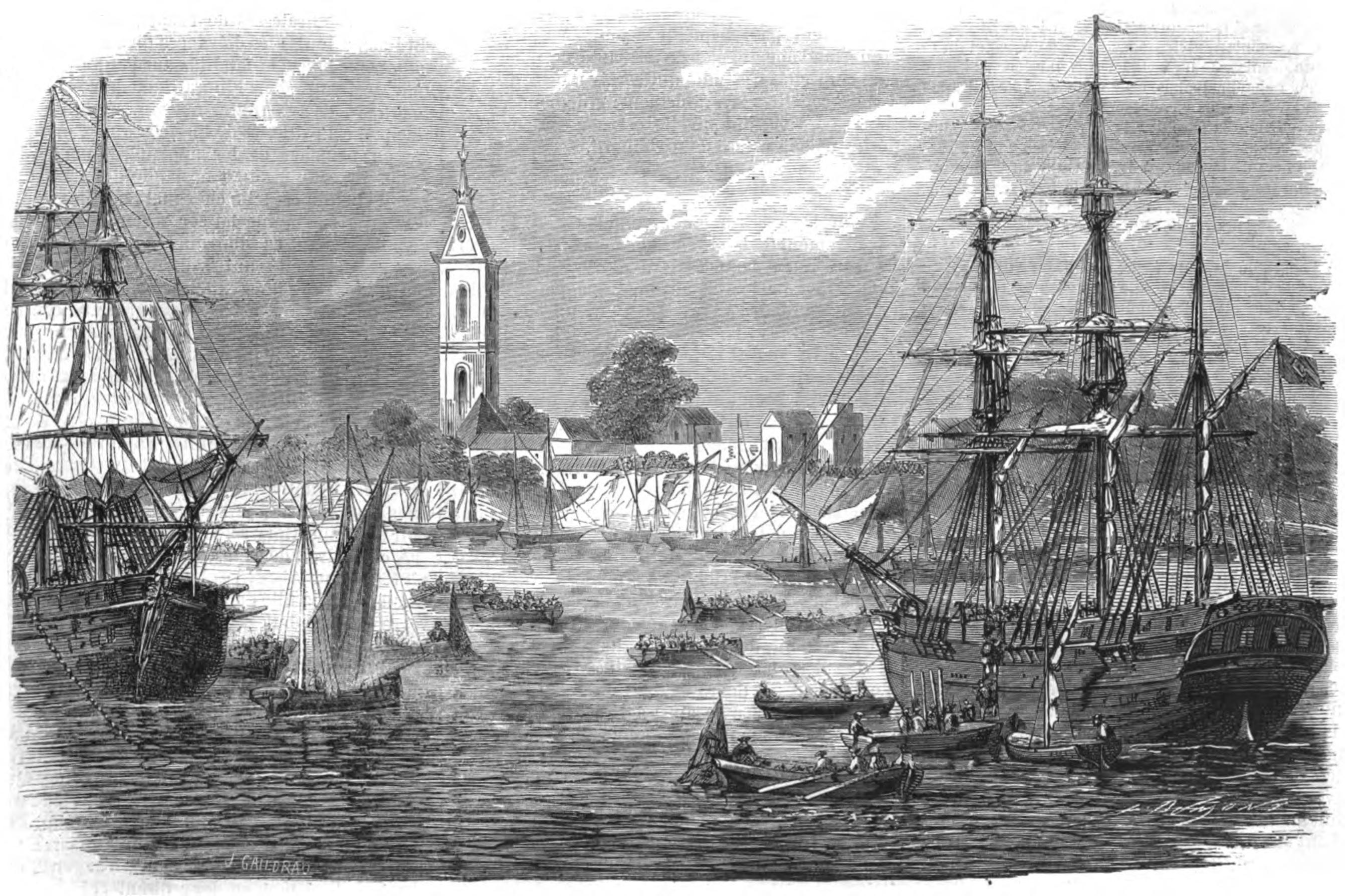
Chegada de reforços brasileiros em Corrientes

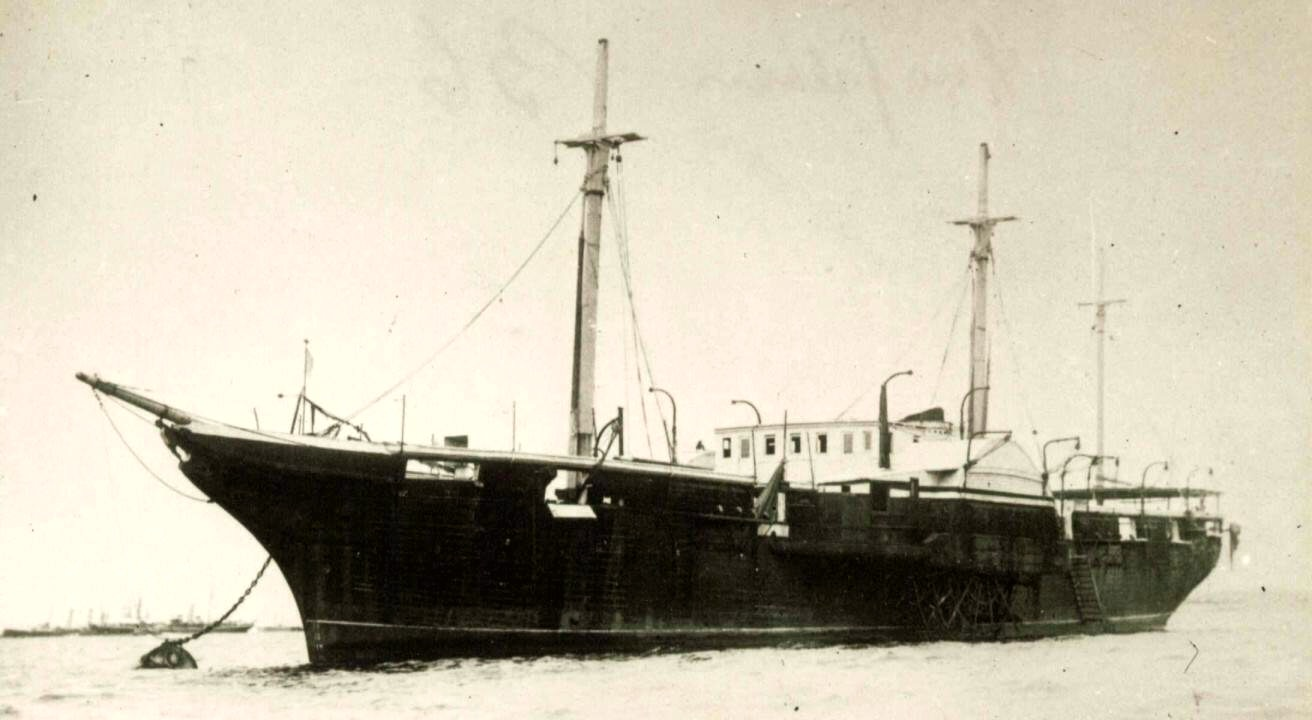
A Fragata Amazonas (1852-1897) da Marinha Imperial

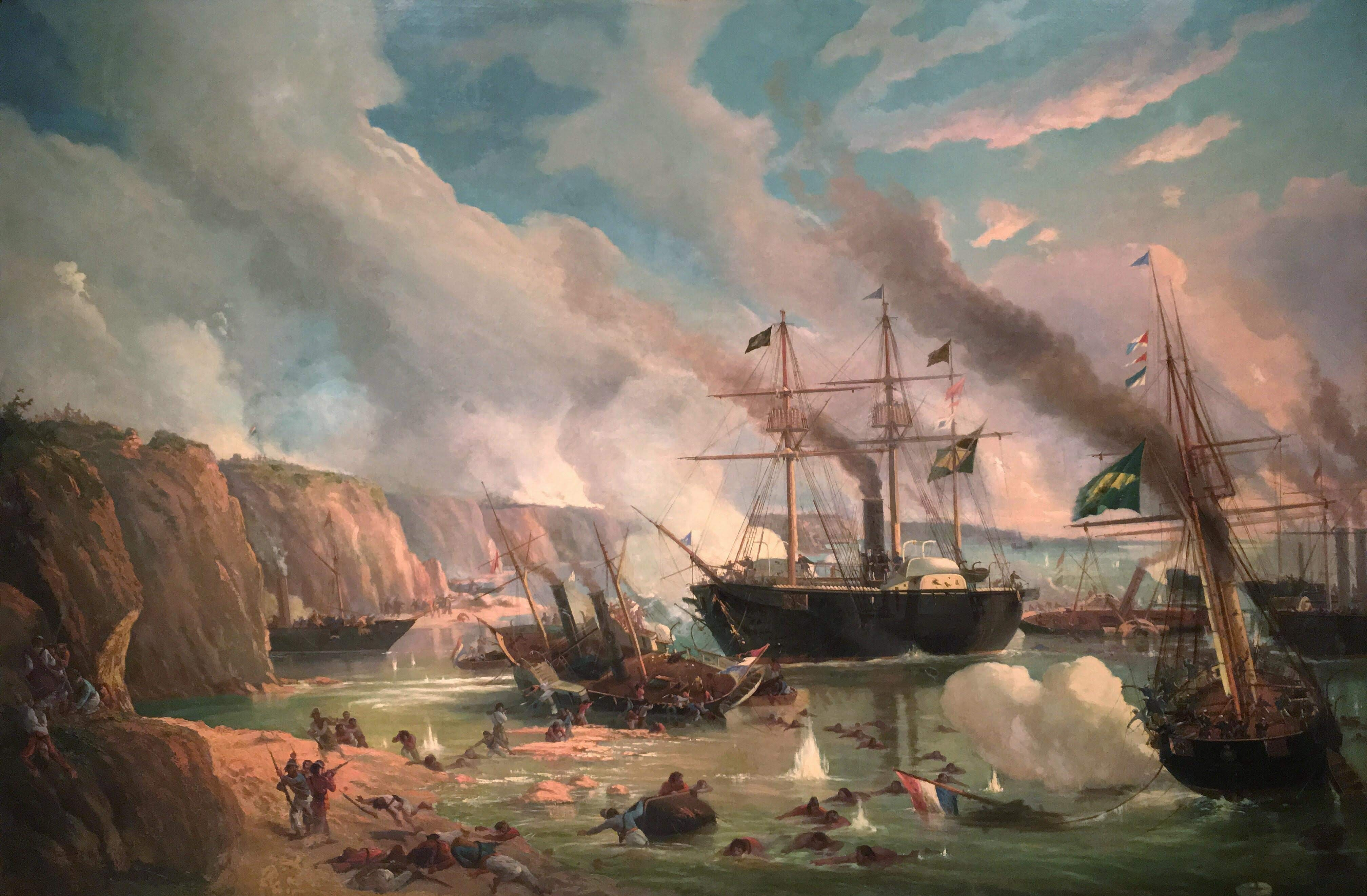
Navios a vapor brasileiros esmagando a Marinha do Paraguai na Batalha de Riachuelo

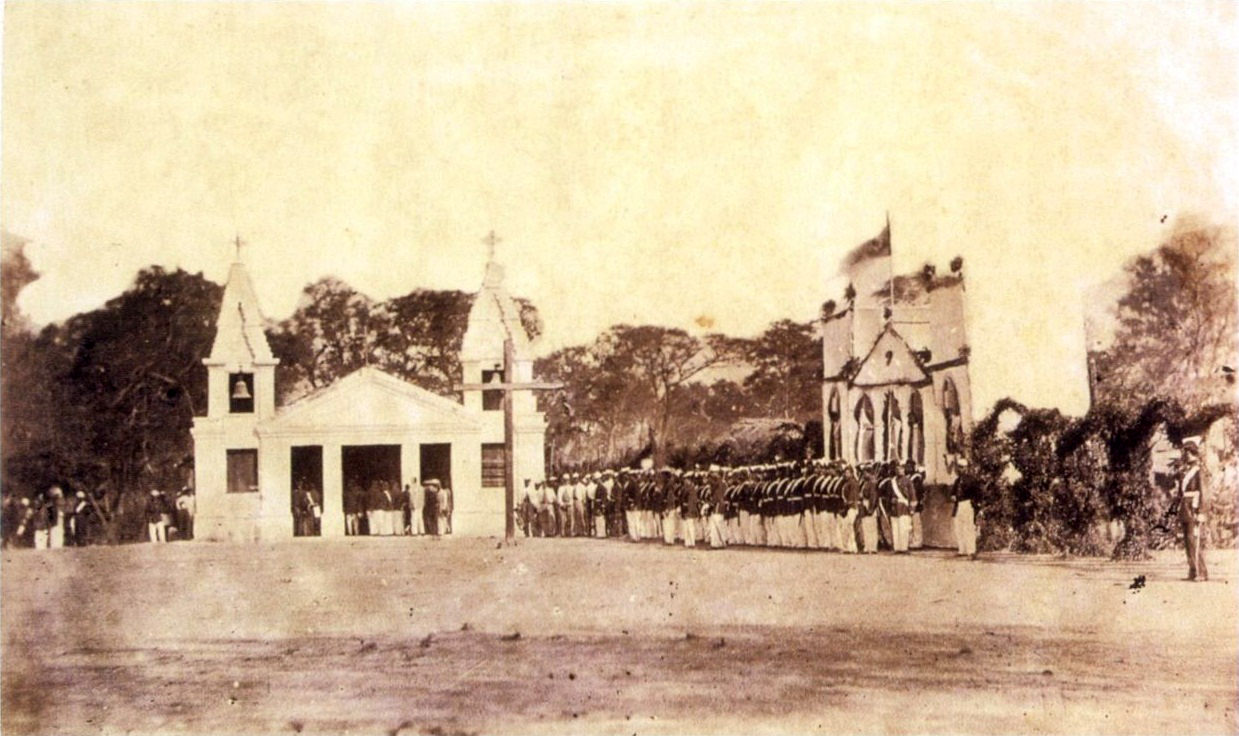
O Exército Imperial em Nova Palmira

Quando a guerra estourou entre o Paraguai e o Brasil, a Argentina permaneceu neutra.
A invasão das províncias de Corrientes e do Rio Grande do Sul foi a segunda fase da ofensiva paraguaia. Para apoiar os blancos uruguaios, os paraguaios tiveram que percorrer o território argentino. Em janeiro de 1865, Solano López pediu permissão à Argentina para um exército de 20 mil homens (comandados pelo general Wenceslao Robles) para viajar pela província de Corrientes.:29–30 O presidente argentino, Bartolomé Mitre, recusou o pedido do Paraguai e outro semelhante do Brasil.:29 Após essa recusa, o Congresso paraguaio reuniu-se em uma reunião de emergência em 5 de março de 1865. Após vários dias de discussões, em 23 de março o Congresso decidiu declarar guerra à Argentina por suas políticas, hostis ao Paraguai e favoráveis ao Brasil, e então conferiram a Francisco Solano López Carrillo o posto de Marechal de Campo da República do Paraguai. A declaração de guerra foi enviada em 29 de março de 1865 a Buenos Aires.
Após a invasão da província de Corrientes pelo Paraguai em 13 de abril de 1865, um grande alvoroço agitou-se em Buenos Aires quando o público soube da declaração de guerra do Paraguai. O presidente Bartolomé Mitre fez um famoso discurso às multidões em 4 de maio de 1865:

...Meus compatriotas, prometo-lhes: em três dias estaremos no quartel. Em três semanas, nas fronteiras. E em três meses em Assunção!
No mesmo dia, a Argentina declarou guerra ao Paraguai,:30–31 mas dias antes disso, em 1 de maio de 1865, Brasil, Argentina e Uruguai assinaram secretamente o Tratado da Tríplice Aliança em Buenos Aires. Eles nomearam Bartolomé Mitre, presidente da Argentina, como comandante supremo das forças aliadas. Os signatários do tratado foram Rufino de Elizalde (Argentina), Francisco Otaviano de Almeida Rosa (Brasil) e Carlos de Castro (Uruguai).
O Tratado afirma que o "Paraguai deve ser responsabilizado por todas as consequências do conflito e deve pagar todas as dívidas da guerra, o Paraguai deve ficar sem qualquer fortaleza e força militar". Grandes porções dos territórios paraguaios seriam tomados pela Argentina e pelo Brasil no final do conflito e a independência do Paraguai deveria ser respeitada apenas "por cinco anos". O tratado gerou indignação internacional e vozes favoráveis ao Paraguai. Em 13 de abril de 1865, um esquadrão paraguaio navegou pelo rio Paraná e atacou dois navios argentinos no porto de Corrientes. Imediatamente as tropas do general Robles tomaram a cidade com três mil homens e uma força de cavalaria de 800 chegou no mesmo dia. Deixando uma força de 1 500 homens na cidade, Robles avançou para o sul ao longo da margem oriental.:30 Junto com as tropas de Robles, uma força de 12 mil soldados sob o comando do coronel Antonio de la Cruz Estigarriba cruzou a fronteira com a Argentina ao sul de Encarnación em maio de 1865, dirigindo para o Rio Grande do Sul. Eles desceram o rio Uruguai e tomaram a cidade de São Borja no dia 12 de junho. Uruguaiana, ao sul, foi tomada em 6 de agosto com pouca resistência.
Ao invadir Corrientes, Solano López esperava obter o apoio do poderoso caudilho argentino Justo José de Urquiza, governador das províncias de Corrientes e Entre Ríos, conhecido por ser o principal federalista hostil a Mitre e ao governo central de Buenos Aires. No entanto, Urquiza deu seu total apoio a uma ofensiva argentina.:31 Em 11 de junho de 1865, a Batalha Naval de Riachuelo, a frota brasileira comandada pelo almirante Francisco Manoel Barroso da Silva, destruiu a poderosa marinha paraguaia e impediu os paraguaios de ocupar permanentemente o território argentino. Para todos os efeitos práticos, esta batalha decidiu o resultado da guerra em favor da Tríplice Aliança; a partir daí, os Aliados passaram a controlar as águas da bacia do Rio da Prata até a entrada do Paraguai. Uma divisão paraguaia separada de 3 200 homens que continuou em direção ao Uruguai sob o comando de Pedro Duarte foi derrotada pelas tropas aliadas sob o comando de Venancio Flores na sangrenta Batalha de Jataí nas margens do rio Uruguai perto de Paso de los Libres.

### Cerco de Uruguaiana

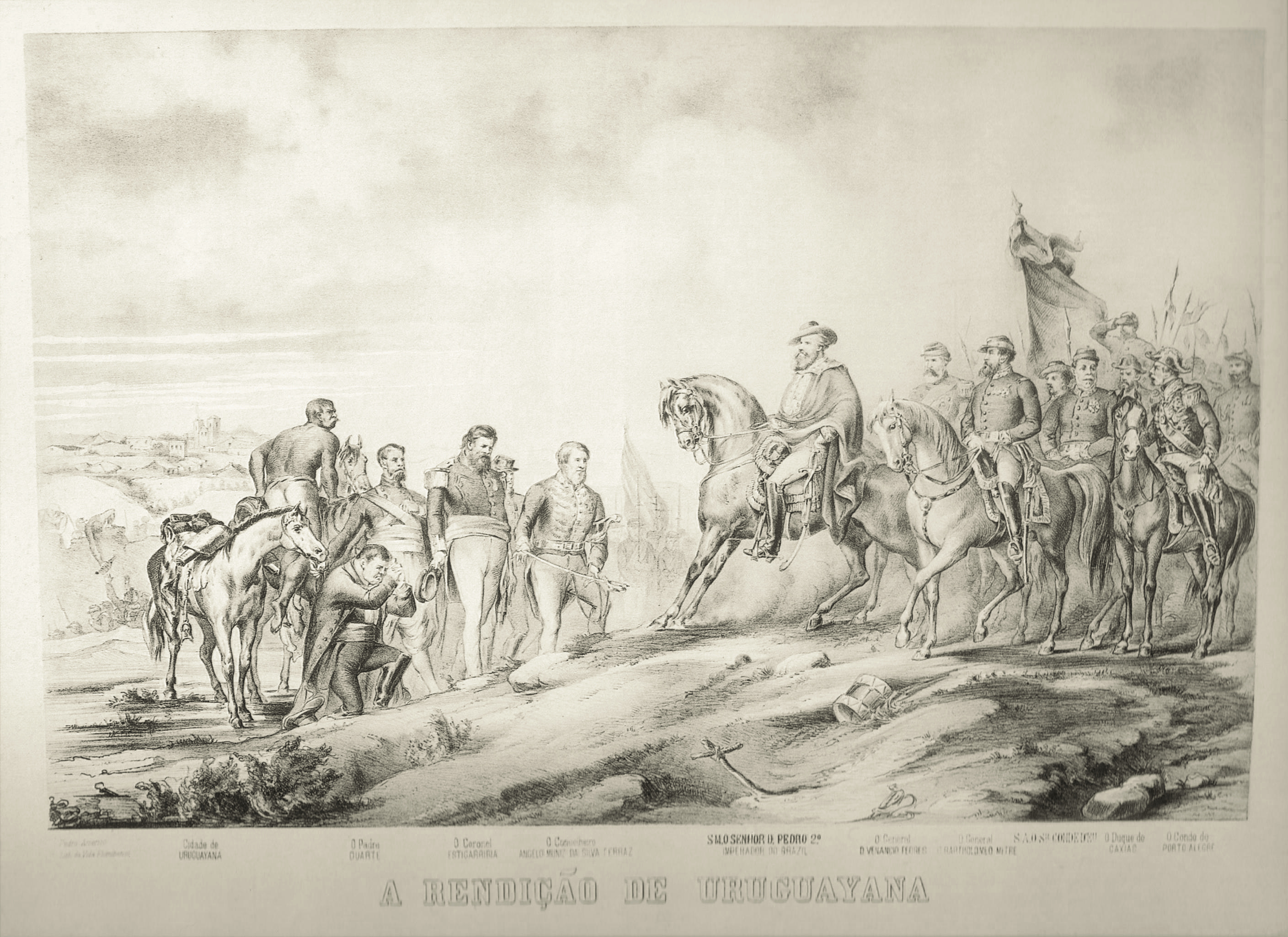
Rendição paraguaia em Uruguaiana

Enquanto Solano López ordenava a retirada das forças que ocuparam Corrientes, as tropas paraguaias que invadiram São Borja avançaram, tomando Itaqui e Uruguaiana. A situação no Rio Grande do Sul era caótica e os comandantes militares brasileiros locais foram incapazes de montar uma resistência efetiva aos paraguaios. O barão de Porto Alegre partiu para Uruguaiana, uma pequena cidade no oeste da província, onde o exército paraguaio foi cercado por uma força combinada de unidades brasileiras, argentinas e uruguaias. Porto Alegre assumiu o comando do Exército Imperial Brasileiro em Uruguaiana em 21 de agosto de 1865. Em 18 de setembro, a guarnição paraguaia se rendeu sem mais derramamento de sangue.

## Contra-ataque aliado

### Invasão do Paraguai

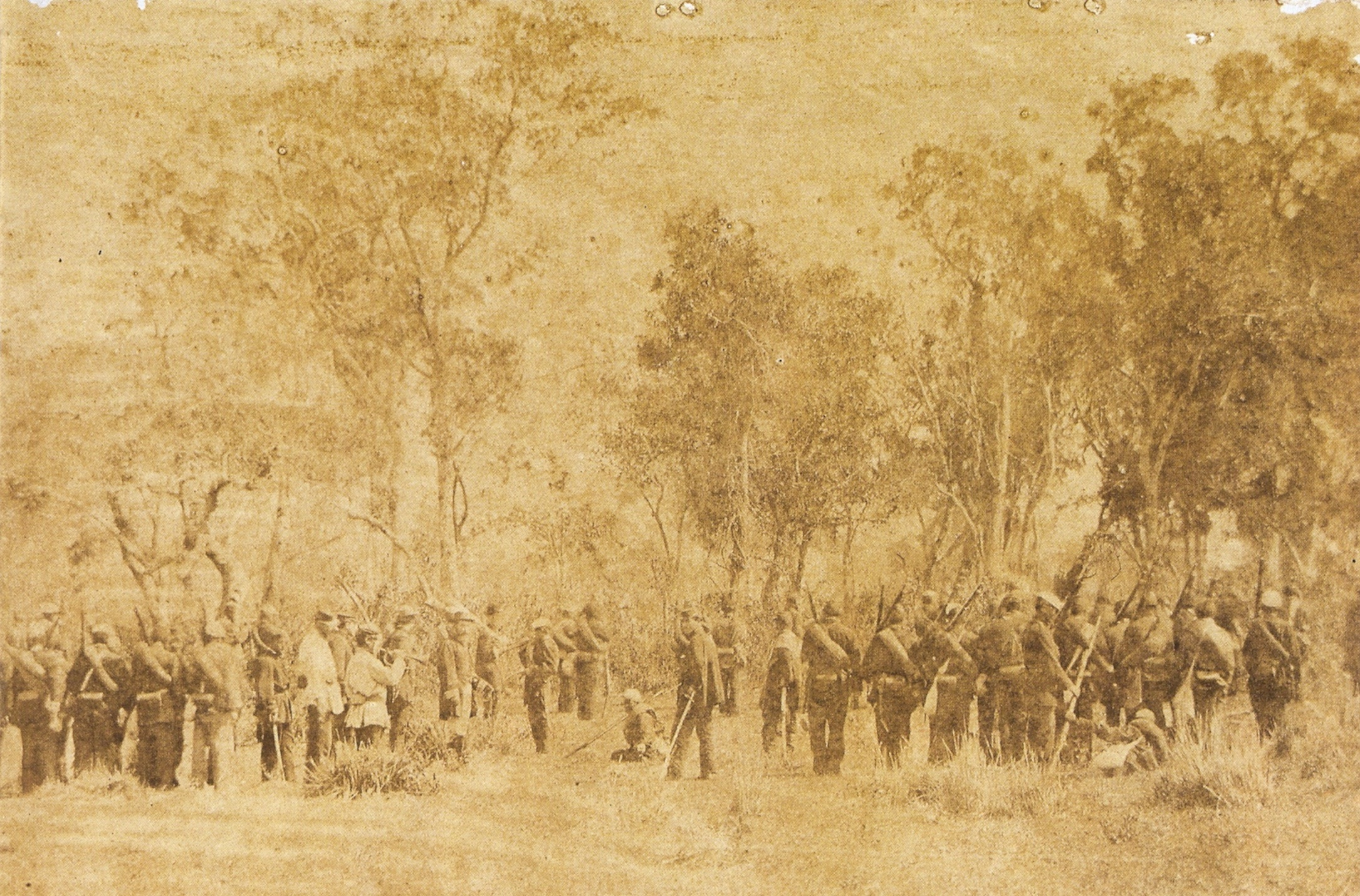
O 26º Batalhão de Voluntários da Pátria da distante província do Ceará em ação guerrilheira, entre 1867 e 1868

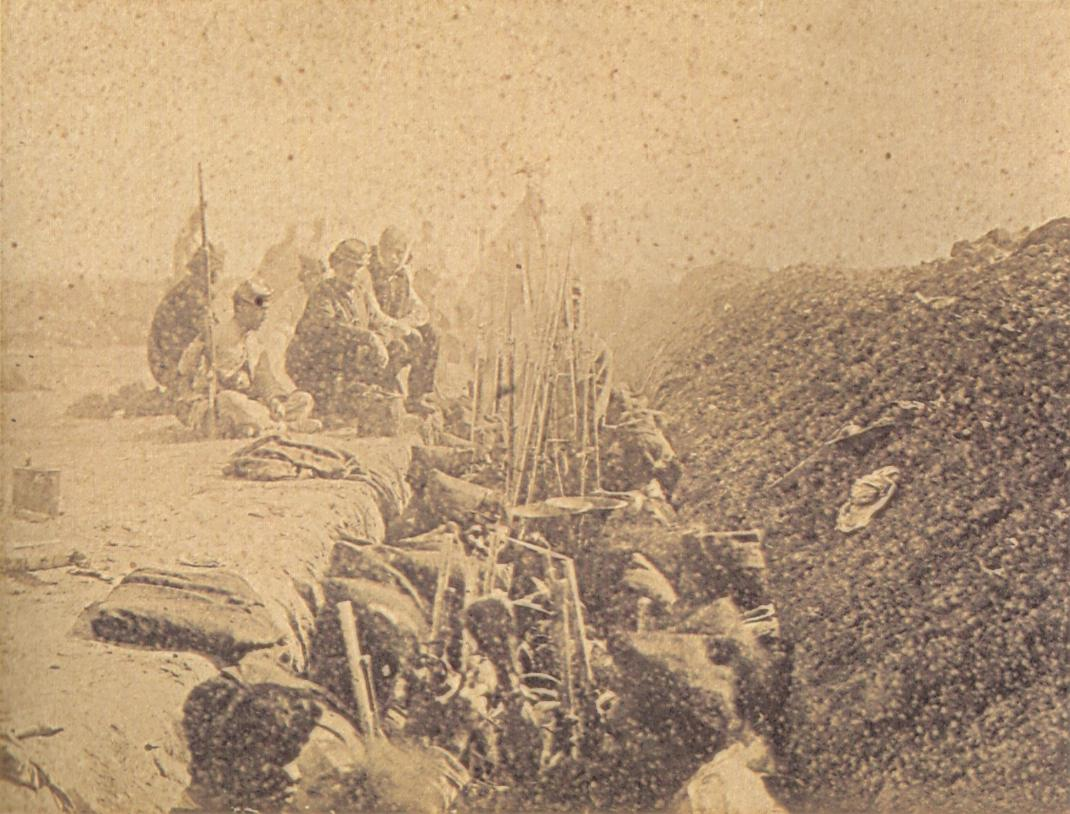
Tropas aliadas entrincheiradas na Batalha de Tuyutí

No final de 1864, o Paraguai obteve uma série de vitórias na guerra; em 11 de junho de 1865, entretanto, sua derrota naval para o Brasil no rio Paraná começou a virar a maré. A Batalha Naval do Riachuelo foi um ponto chave na Guerra do Paraguai, marcando o início da ofensiva dos Aliados. Nos meses seguintes, os paraguaios foram expulsos das cidades de Corrientes e San Cosme, o único território argentino ainda em posse do Paraguai. No final de 1865, a Tríplice Aliança estava na ofensiva. Seus exércitos somavam 42 mil homens na infantaria e 15 mil na cavalaria quando invadiram o Paraguai em abril.:51–52 Os paraguaios obtiveram pequenas vitórias contra as principais forças nas batalhas de Corrales e Itati, mas isso não conseguiu impedir a invasão.
Em 16 de abril de 1866, os exércitos Aliados invadiram o território paraguaio cruzando o rio Paraná. López lançou contra-ataques, mas que foram repelidos pelo general Osório, que obteve vitórias nas batalhas de Itapirú e Isla Cabrita. No entanto, o avanço dos Aliados foi detido na primeira grande batalha da guerra, em Estero Bellaco, em 2 de maio de 1866.
López, acreditando que poderia desferir um golpe fatal nos Aliados, lançou uma grande ofensiva com 25 mil homens contra 35 mil soldados Aliados na Batalha de Tuiuti em 24 de maio de 1866, a batalha mais sangrenta da história latino-americana. Apesar de ter chegado muito perto da vitória em Tuiuti, o plano de López foi quebrado por uma feroz resistência do exército dos Aliados e a ação decisiva da artilharia brasileira. Ambos os lados sofreram pesadas perdas: mais de 12 mil vítimas para o Paraguai contra seis mil para os Aliados.

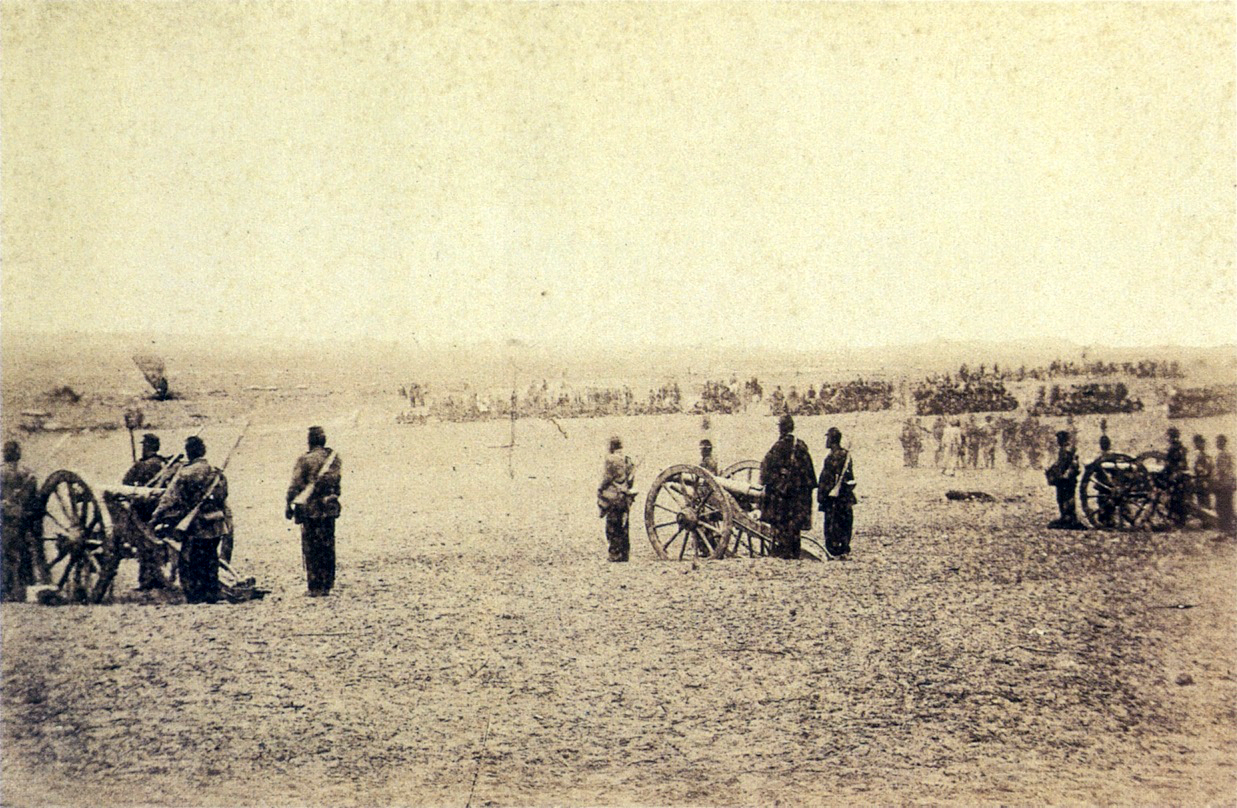
Artilharia uruguaia na Batalha de Sauce, 18 de julho de 1866

Em 18 de julho, os paraguaios se recuperaram, derrotando as forças comandadas por Mitre e Flores na Batalha do Boqueirão, perdendo mais de dois mil homens contra as seis mil baixas dos Aliados. No entanto, o general brasileiro Porto Alegre venceu a Batalha de Curuzu, colocando os paraguaios em uma situação desesperadora.

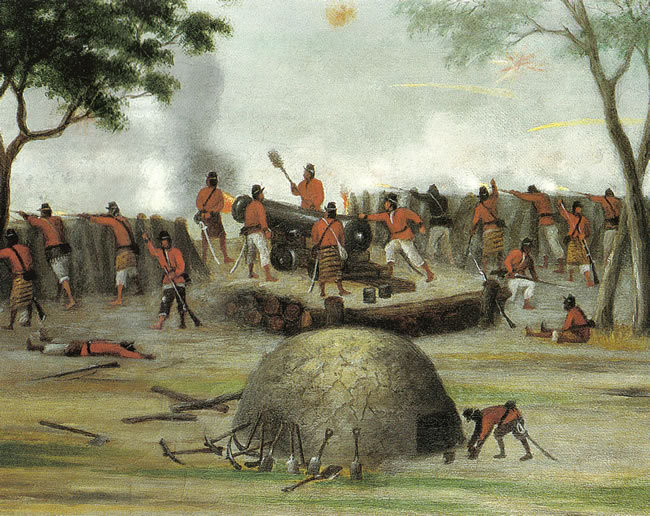
Redutos da artilharia paraguaia na Batalha de Curuzu, de Cándido López

Em 12 de setembro de 1866, Solano López, após a derrota na Batalha de Curuzu, convidou Mitre e Flores para uma conferência em Yatayty Cora, que resultou em uma "discussão acalorada" entre os dois líderes.:62 Lopez percebeu que a guerra estava perdida e estava pronto para assinar um tratado de paz com os Aliados. Porém, nenhum acordo foi alcançado, já que as condições de Mitre para assinar o tratado eram que todos os artigos do Tratado da Tríplice Aliança fossem cumpridos, condição que Solano López recusou.
Após a conferência, os Aliados marcharam em território paraguaio, alcançando a linha defensiva de Curupayty. Confiando na sua superioridade numérica e na possibilidade de atacar o flanco da linha defensiva pelo rio Paraguai utilizando os navios brasileiros, os Aliados realizaram um ataque frontal à linha defensiva, apoiados pelo fogo de flanco dos encouraçados. No entanto, os paraguaios, comandados pelo general José E. Díaz, manteve-se forte em suas posições e se preparou para uma batalha defensiva, infligindo tremendo dano às tropas aliadas: mais de oito mil baixas contra não mais que 250 perdas dos paraguaios. A Batalha de Curupaiti resultou em uma derrota quase catastrófica para as forças Aliadas, encerrando sua ofensiva por dez meses, até julho de 1867.:65
Os líderes Aliados culpavam-se uns aos outros pelo desastroso fracasso em Curupaiti. O general Flores havia partido para o Uruguai em setembro de 1866 e ali foi assassinado em 1867. Porto Alegre e Tamandaré encontraram terreno comum em sua repulsa pelo comandante brasileiro do 1º corpo, o marechal de campo Polidoro Jordão, visconde de Santa Teresa. O general Polidoro foi condenado ao ostracismo por apoiar Mitre e ser membro do Partido Conservador, enquanto Porto Alegre e Tamandaré eram progressistas.
Gen. Porto Alegre também culpou Mitre pela tremenda derrota, dizendo:

“Aqui está o resultado da falta de confiança do governo brasileiro em seus próprios generais e ao dar seus exércitos a generais estrangeiros”.
Mitre tinha uma opinião dura sobre os brasileiros e disse que “Porto Alegre e Tamandaré, que são primos, e primos mesmo sem juízo, fizeram um pacto de família para monopolizar, na prática, o comando da guerra”. Critica ainda Porto Alegre: “Impossível imaginar nulidade militar maior do que este general, a que se soma a má influência dominadora de Tamandaré sobre ele e o espírito negativo de ambos em relação aos Aliados, dono de paixões e mesquinharias".

### Caxias assume o comando

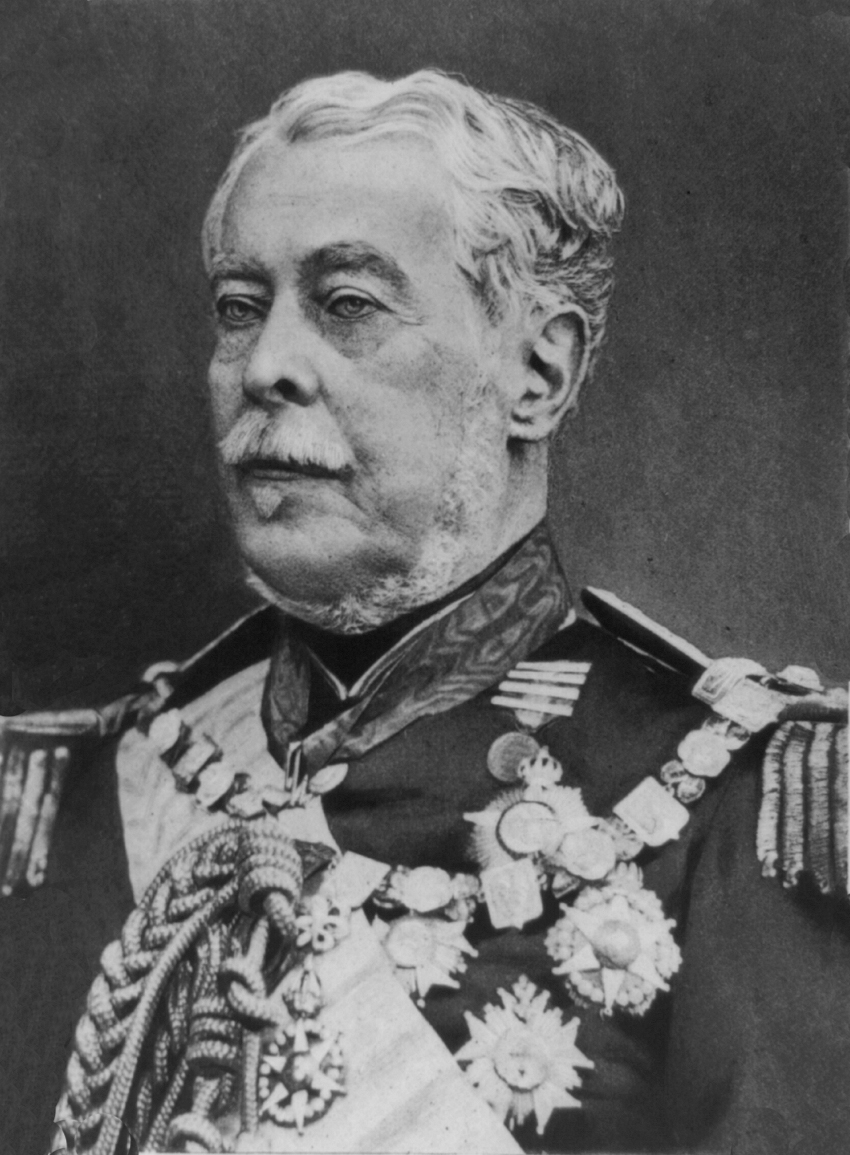
Luís Alves de Lima e Silva, o Duque de Caxias

O governo brasileiro decidiu criar um comando unificado sobre as forças brasileiras que operavam no Paraguai e escolheu Caxias, de 63 anos, como o novo líder no dia 10 de outubro de 1866. Osório foi enviado para organizar um terceiro corpo de cinco mil homens do exército brasileiro no Rio Grande do Sul.:68 Caxias chegou a Itapiru no dia 17 de novembro. Sua primeira medida foi demitir o vice-almirante Joaquim Marques Lisboa — mais tarde o marquês de Tamandaré e também membro da Liga Progressista — o governo havia nomeado seu colega vice-almirante conservador Joaquim José Inácio — depois visconde de Inhaúma — para liderar a marinha. 
O Marquês de Caxias assumiu o comando no dia 19 de novembro. Ele teve que acabar com as disputas sem fim e aumentar sua autonomia em relação ao governo brasileiro. Com a saída do Presidente Mitre em fevereiro de 1867, Caxias assumiu o comando geral das forças Aliadas.:65 Ele encontrou o exército praticamente paralisado e devastado por doenças. Nesse período, Caxias treinou seus soldados, reequipou o exército com novos canhões, melhorou a qualidade do corpo de oficiais e atualizou o corpo de saúde e higiene geral das tropas, pondo fim às epidemias. A partir de outubro de 1866 até julho de 1867, todas as operações ofensivas foram suspensas. As operações militares se limitaram a escaramuças com os paraguaios e ao bombardeio de Curupaiti. Solano López aproveitou a desorganização do inimigo para reforçar a Fortaleza de Humaitá.:70
Como o exército brasileiro estava pronto para o combate, Caxias procurou cercar Humaitá e forçar sua capitulação através de um cerco. Para auxiliar no esforço de guerra, Caxias utilizou balões de observação para coletar informações das linhas inimigas. Com o 3.º Corpo pronto para o combate, o Exército Aliado iniciou sua marcha de flanco ao redor de Humaitá no dia 22 de julho. A marcha para flanquear a ala esquerda das fortificações paraguaias constituiu a base da tática de Caxias. Ele queria contornar as fortalezas paraguaias, cortar as ligações entre Assunção e Humaitá e finalmente cercar os paraguaios. O 2.º Corpo estava estacionado em Tuyutí, enquanto o 1.º Corpo e o recém-criado 3.º Corpo foram usados por Caxias para cercar Humaitá. O presidente Mitre voltou da Argentina e reassumiu o comando geral em 1 de agosto. Em 2 de novembro, com a captura pelas tropas brasileiras da posição paraguaia de Tahí, às margens do rio, Humaitá ficaria isolado do resto do país, por terra.

## Aliados ganham impulso

### Queda do Humaitá

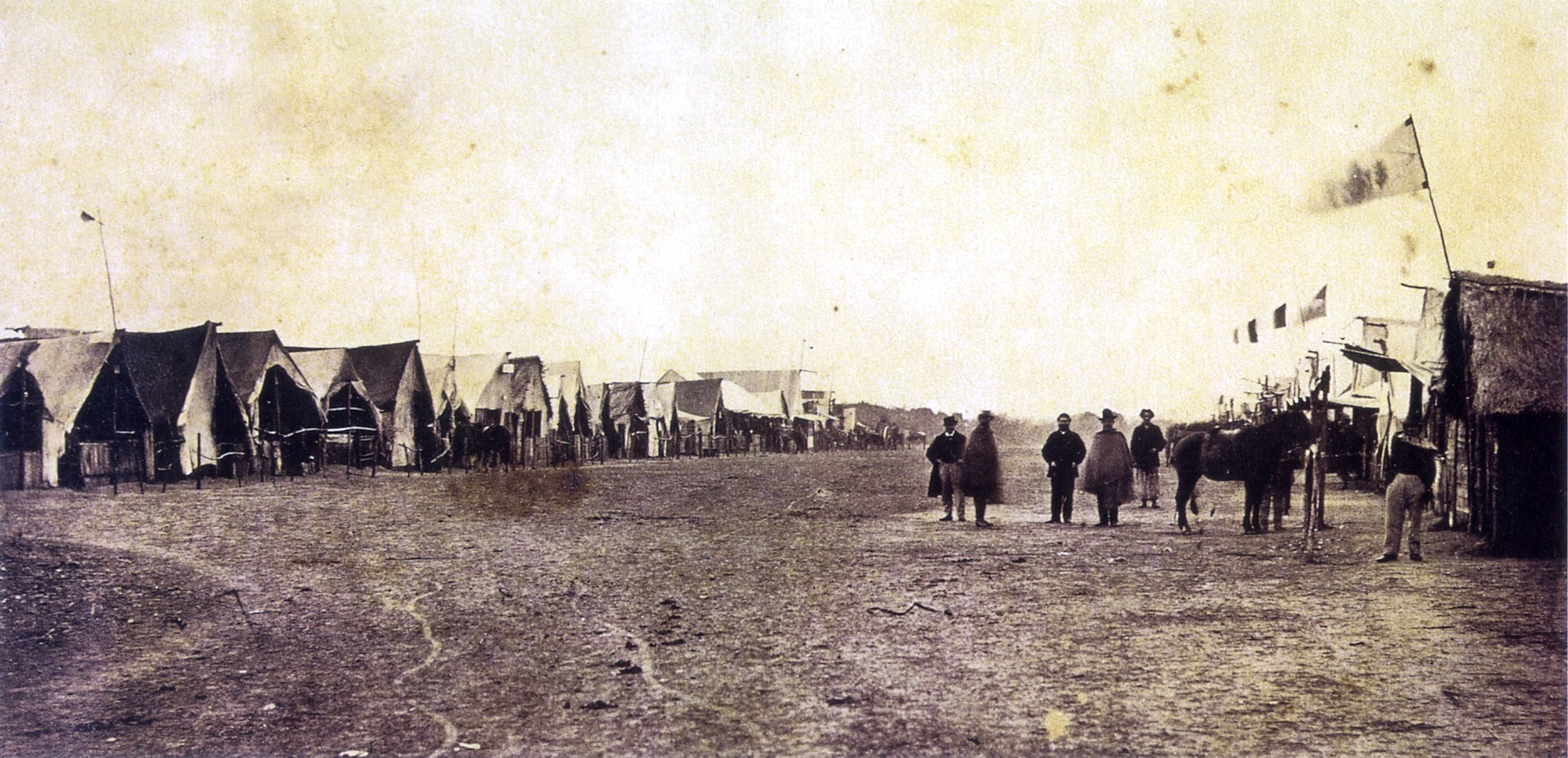
Mercado em Lambaré após ser capturado pelos Aliados

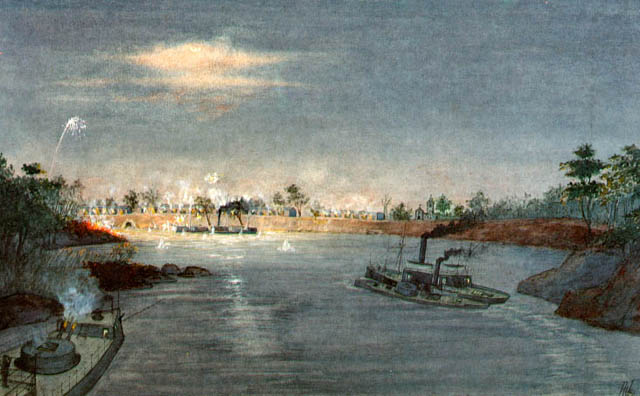
Passagem naval brasileira de Humaitá

O exército combinado brasileiro-argentino-uruguaio continuou avançando para o norte através do território hostil para cercar Humaitá. A força aliada avançou para San Solano no dia 29 e Tayi no dia 2 de novembro, isolando Humaitá de Assunção. Antes do amanhecer de 3 de novembro, Solano López reagiu ordenando o ataque à retaguarda dos aliados na Segunda Batalha de Tuiuti.:73
Os paraguaios, comandados pelo general Bernardino Caballero, romperam as linhas argentinas, causando enormes danos ao acampamento Aliado e capturando com sucesso armas e suprimentos, muito necessários a López para o esforço de guerra. Somente graças à intervenção de Porto Alegre e suas tropas, o exército Aliado se recuperou. Durante a Segunda Batalha de Tuiuti, Porto Alegre lutou com seu sabre em combate corpo a corpo e perdeu dois cavalos. Nesta batalha, os paraguaios perderam mais de 2 500 homens, enquanto os aliados tinham pouco mais de 500 vítimas. Em 1867, o Paraguai havia perdido 60 mil homens na guerra, vítimas de ferimentos ou doenças. López recrutou outros 60 mil soldados compostos por escravos e crianças. Todas as funções de apoio foram confiadas às mulheres. Os soldados foram para a batalha sem sapatos ou uniformes. López aplicou a mais rígida disciplina, executando até seus dois irmãos e dois cunhados por suposto derrotismo.
Em dezembro de 1867, havia 45 791 brasileiros, 6 000 argentinos e 500 uruguaios na frente. Após a morte do vice-presidente argentino Marcos Paz, Mitre cedeu o cargo pela segunda e última vez no dia 14 de janeiro de 1868. Representantes Aliados em Buenos Aires aboliram a posição de comandante-em-chefe aliado em 3 de outubro, embora o Marquês de Caxias continuasse a cumprir o papel de comandante supremo brasileiro. Em 19 de fevereiro, os couraçados brasileiros conseguiram subir o rio Paraguai sob fogo pesado, ganhando o controle total do rio e isolando Humaitá do reabastecimento por água. Humaitá caiu no dia 25 de julho de 1868, após um longo cerco.:86

### Ataque aos encouraçados Cabral e Lima Barros
O ataque aos navios de guerra Lima Barros e Cabral foi uma ação naval que ocorreu na madrugada de 2 de março de 1868, quando canoas paraguaias, unidas duas a duas, disfarçadas com ramos e tripuladas por 50 soldados cada, abordaram os couraçados Lima Barros e Cabral. A Frota Imperial, que já efetivara a Passagem de Humaitá, estava ancorada no rio Paraguai, antes do reduto Taji próximo a Humaitá. Aproveitando a densa escuridão da noite e dos camalotes e caibros que desciam pela corrente, um esquadrão de canoas cobertas por galhos e folhagens, tripuladas por 1 500 paraguaios armados com facões, machados e espadas que se aproximavam, foi para abordagem dos encouraçados. A luta continuou até de madrugada, quando os navios de guerra Brasil, Herval, Mariz e Barros e Silvado se aproximaram e atiraram nos paraguaios, que desistiram do ataque, perdendo 400 homens e 14 canoas.

### Primeira Batalha de Iasuií
A Primeira Batalha de Iasuií ocorreu em 2 de maio de 1868 entre brasileiros e paraguaios, na região do Chaco, Paraguai. Na ocasião, o coronel Barros Falcão, à frente de uma guarnição de 2 500 militares, repeliu um ataque paraguaio, sofrendo 137 baixas. Os atacantes perderam 105.

## Queda de Assunção

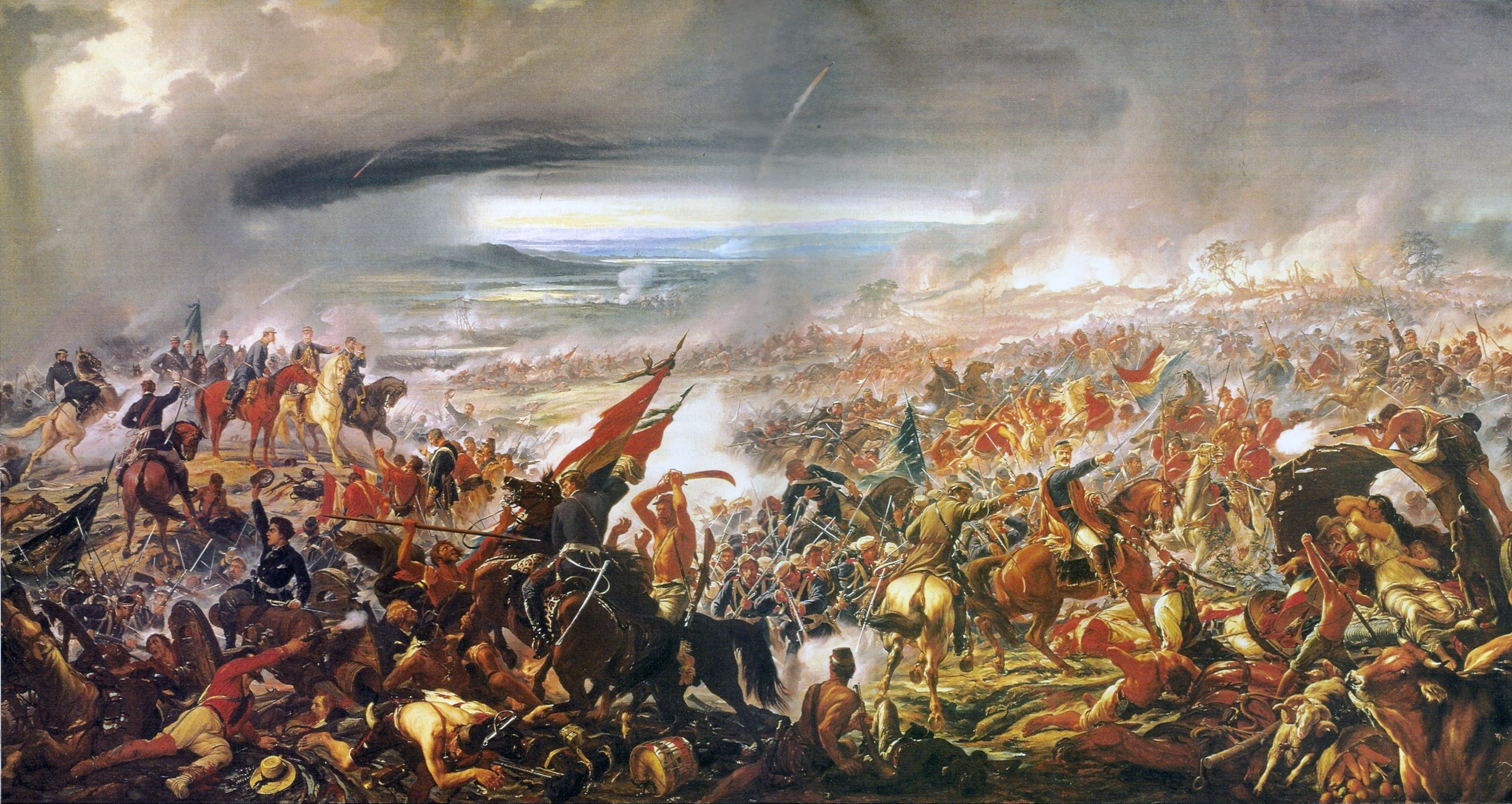
Batalha de Avaí, dezembro de 1868

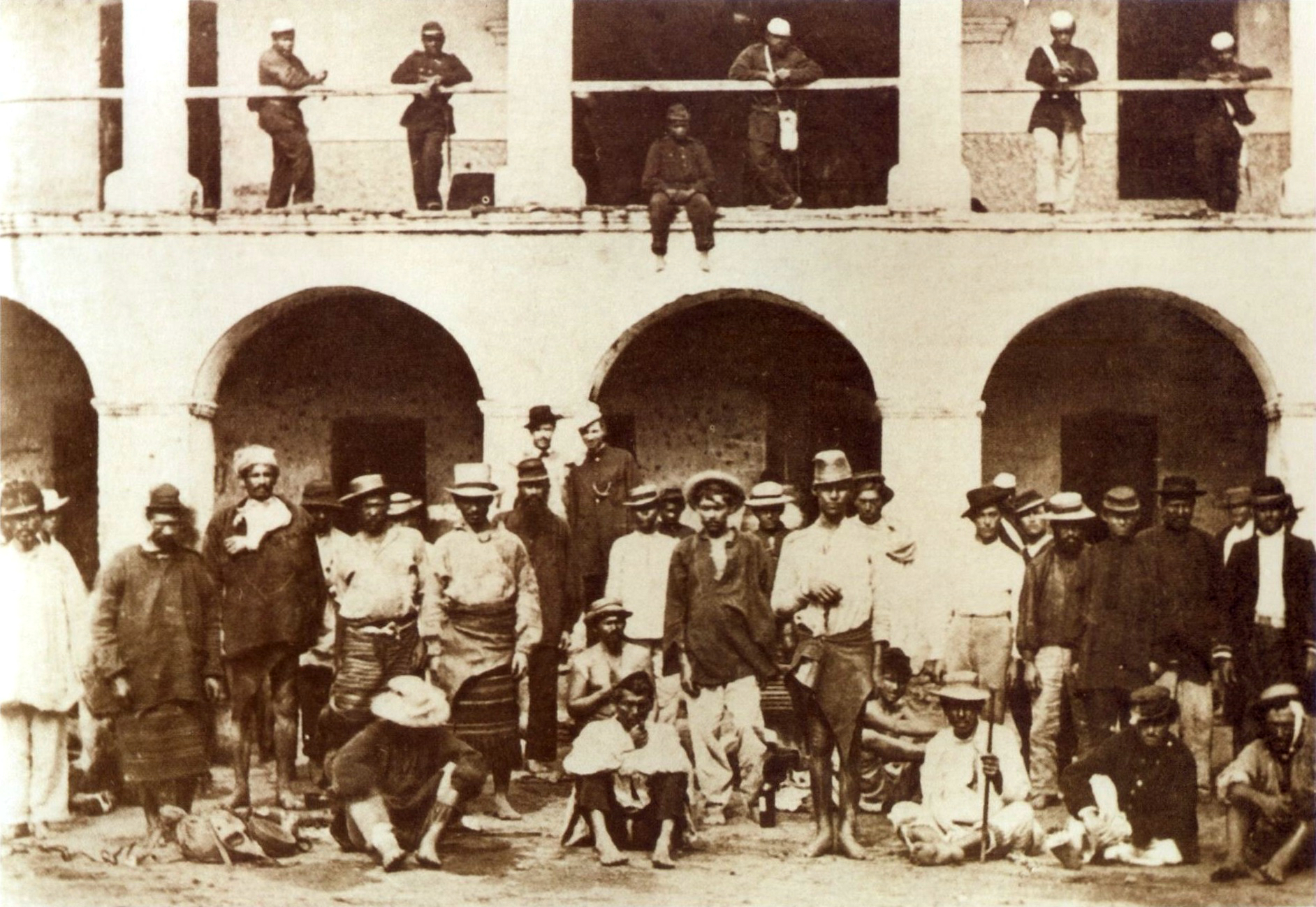
Prisioneiros paraguaios durante a ocupação Aliada de Assunção em 1869

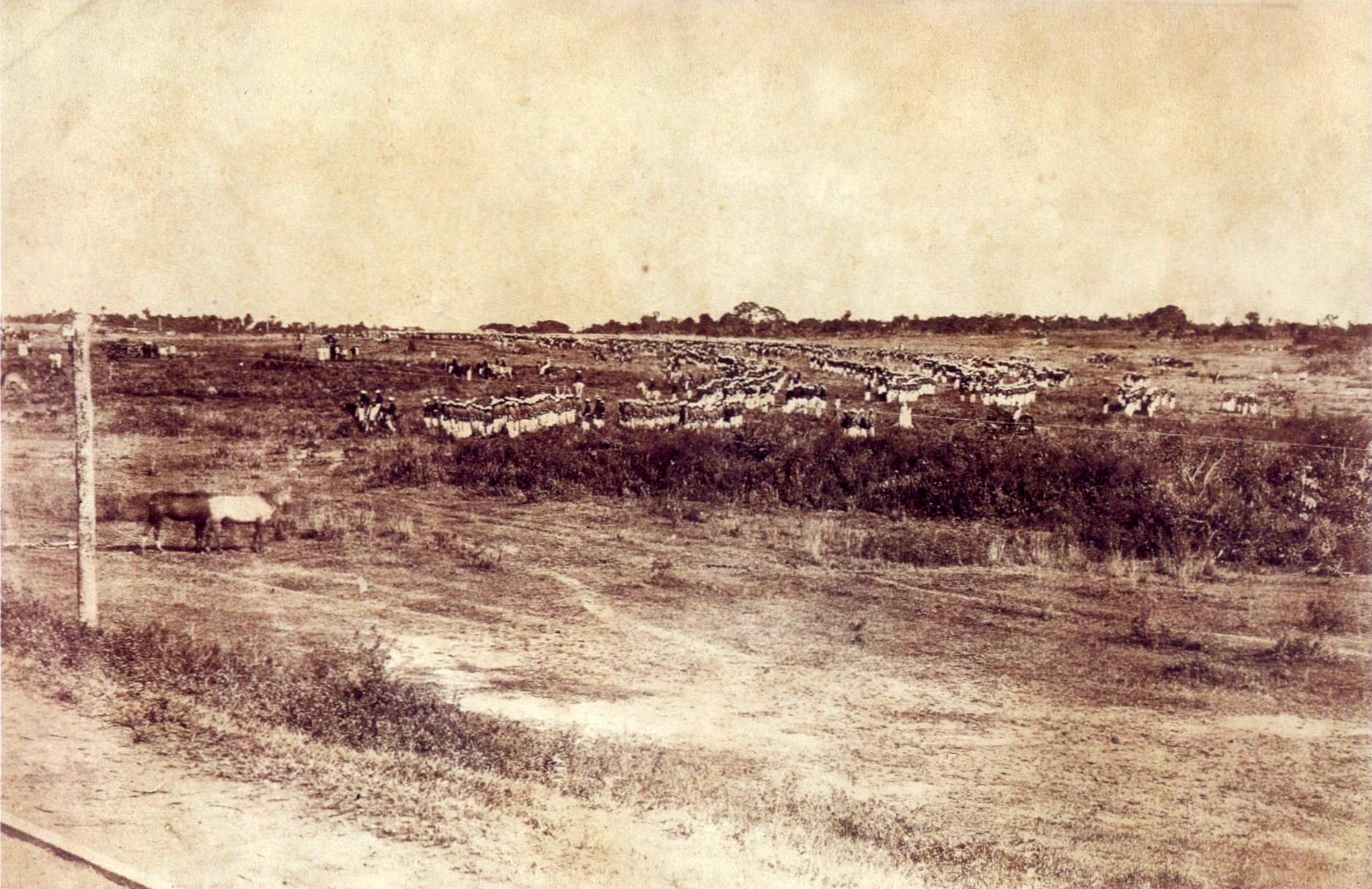
Exército Imperial Brasileiro no Paraguai durante revisão do Conde d'Eu

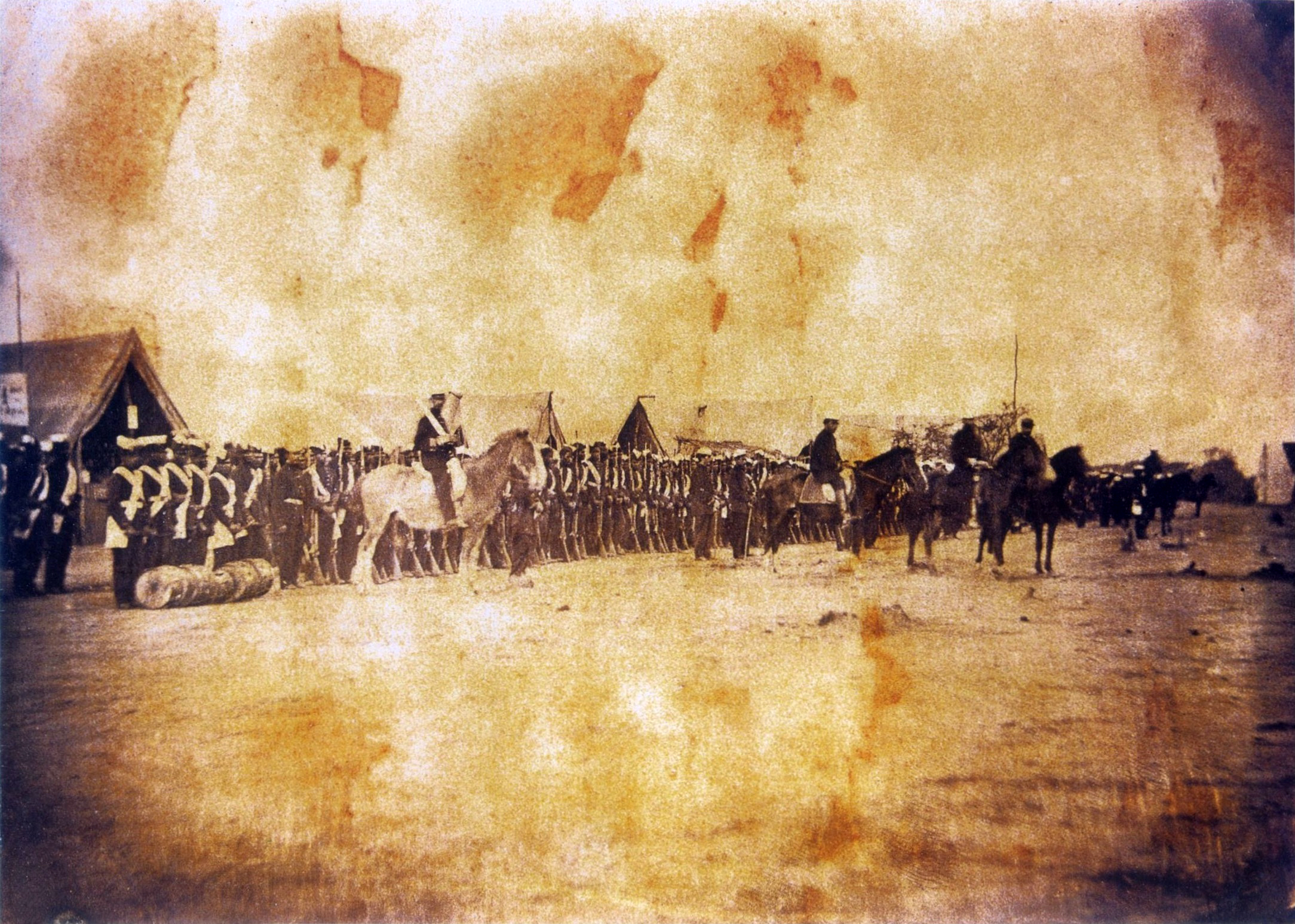
Coronel Faria da Rocha em revista das tropas brasileiras em frente ao mercado de Tayi, c. 1868

A caminho de Assunção, o exército Aliado percorreu 200 km ao norte até Palmas, parando no rio Piquissiri. Lá Solano López concentrou 12 mil paraguaios em uma linha fortificada que explorava o terreno e apoiava os fortes de Angostura e Itá-Ibaté.
Renunciado ao combate frontal, Caxias ordenou a chamada manobra de Piquissiri. Enquanto um esquadrão atacava Angostura, Caxias fazia o exército cruzar para a margem oeste do rio. Ele ordenou a construção de uma estrada nos pântanos do Gran Chaco ao longo da qual as tropas avançam para o nordeste. Em Villeta, o exército voltou a cruzar o rio, entre Assunção e Piquissiri, atrás da linha fortificada do Paraguai. Em vez de avançar para a capital, já evacuada e bombardeada, Caxias foi para o sul e atacou os paraguaios pela retaguarda em dezembro de 1868, numa ofensiva que ficou conhecida como "Dezembrada":89–91 As tropas de Caxias foram emboscadas ao cruzar o Itororó durante um avanço inicial, durante o qual os paraguaios infligiram graves danos aos exércitos brasileiros. Mas, dias depois, os Aliados destruíram uma divisão paraguaia inteira na Batalha de Avaí.:94 Semanas depois, Caxias obteve outra vitória decisiva na Batalha de Lomas Valentinas e capturou o último reduto do exército paraguaio em Angostura. Em 24 de dezembro, Caxias enviou uma nota a Solano López pedindo a rendição, mas Solano López recusou e fugiu para Cerro León.:90–100 Ao lado do presidente paraguaio estava o ministro-embaixador estadunidense, general Martin T. McMahon, que depois da guerra se tornou um ferrenho defensor da causa de López.
Assunção foi ocupada em 1º de janeiro de 1869 pelo general brasileiro João de Souza da Fonseca Costa, pai do futuro Marechal Hermes da Fonseca. No dia 5 de janeiro, Caxias entrou na cidade com o resto do exército.:99 A maior parte do exército de Caxias se instalou em Assunção, onde também chegaram quatro mil soldados argentinos e 200 uruguaios junto com cerca de 800 soldados e oficiais da Legião Paraguaia. A essa altura, Caxias estava doente e cansado. Em 17 de janeiro, ele desmaiou durante uma missa; renunciou ao comando no dia seguinte e, no dia seguinte, partiu para Montevidéu. Muito em breve, a cidade hospedaria cerca de 30 mil soldados Aliados; nos meses seguintes, eles saquearam quase todos os prédios, incluindo missões diplomáticas de nações europeias.

### Governo provisório
Com Solano López em fuga, o país não tinha governo. D. Pedro II enviou seu chanceler José Paranhos a Assunção, onde chegou em 20 de fevereiro de 1869 e iniciou consultas com os políticos locais. Paranhos teve que criar um governo provisório que pudesse assinar um acordo de paz e reconhecer a fronteira reivindicada pelo Brasil entre as duas nações. Segundo o historiador Francisco Doratioto, Paranhos, "o então maior especialista brasileiro nos assuntos platinos", teve um papel "decisivo" na instalação do governo provisório paraguaio.

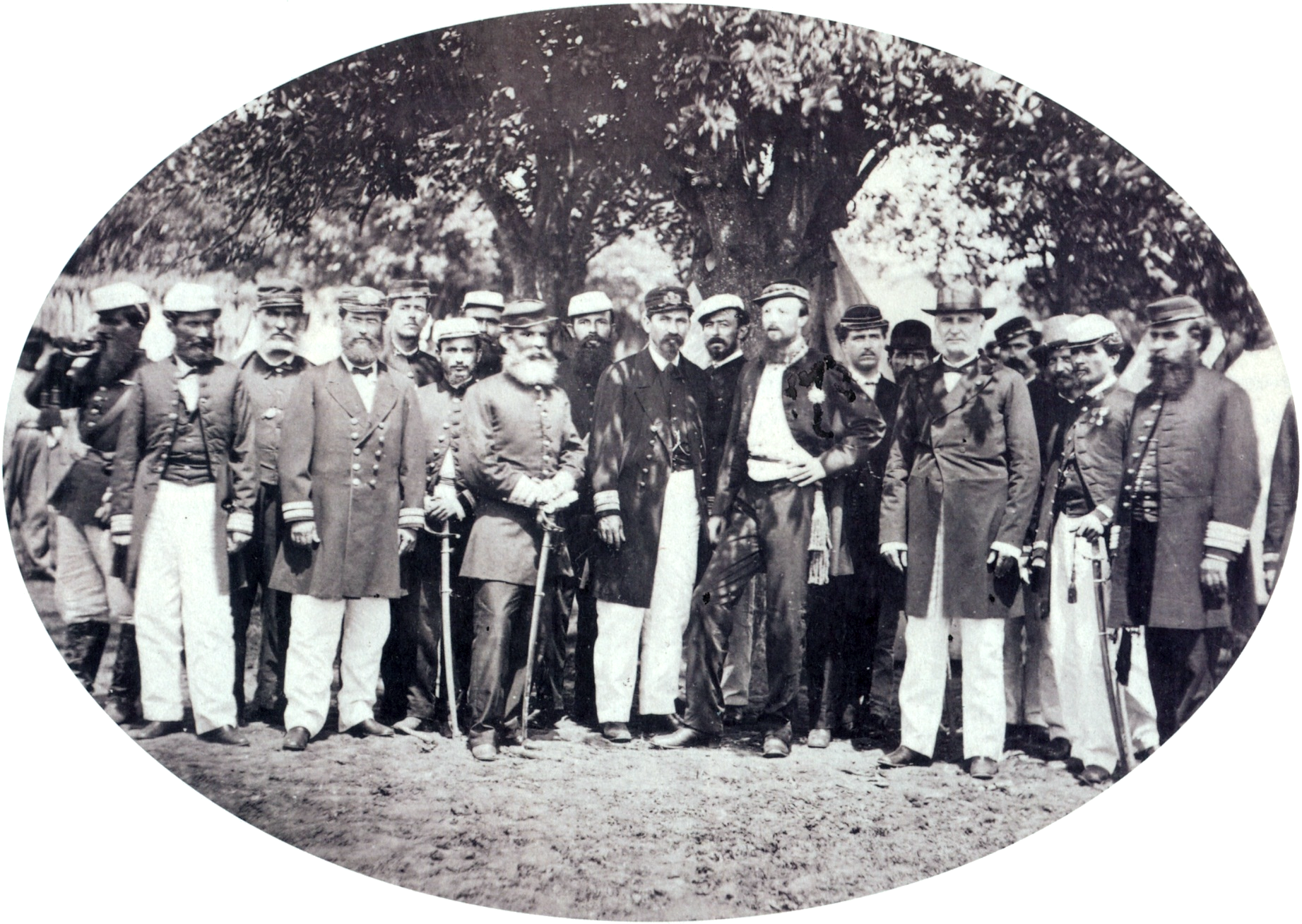
O Conde d'Eu com o Visconde de Rio Branco entre oficiais brasileiros

Com o Paraguai devastado, o vácuo de poder resultante da queda de Solano López foi rapidamente preenchido por facções domésticas emergentes que Paranhos teve de acomodar. Em 31 de março, uma petição foi assinada por 335 cidadãos importantes pedindo aos Aliados um governo provisório. Seguiram-se negociações entre os países Aliados, que puseram de lado alguns dos pontos mais polêmicos do Tratado da Tríplice Aliança; em 11 de junho, chegou-se a um acordo com figuras da oposição paraguaia de que um governo provisório de três homens seria estabelecido. Em 22 de julho, uma Assembleia Nacional reuniu-se no Teatro Nacional e elegeu a Junta Nacional de 21 homens, que então selecionou um comitê de cinco homens para escolher três homens para o governo provisório. Eles selecionaram Carlos Loizaga, Juan Francisco Decoud e Jose Diaz de Bedoya. Decoud era inaceitável para Paranhos, que o substituiu por Cirilo Antonio Rivarola. O governo foi finalmente instalado em 15 de agosto, mas foi apenas uma fachada para uma ocupação Aliada contínua.
Após a morte de Lopez, o governo provisório emitiu uma proclamação em 6 de março de 1870 na qual prometia apoiar as liberdades políticas, proteger o comércio e promover a imigração. O governo provisório não durou. Em maio de 1870, José Díaz de Bedoya renunciou; em 31 de agosto de 1870, Carlos Loizaga também o fez. O membro remanescente, Antonio Rivarola, foi imediatamente destituído de suas funções pela Assembleia Nacional, que instituiu a presidência provisória, para a qual elegeu Facundo Machaín, que assumiu o cargo nesse mesmo dia. No entanto, no dia seguinte, 1º de setembro, ele foi derrubado em um golpe que restaurou Rivarola ao poder.[carece de fontes?]

## Fim da guerra

### Campanha da Cordilheira
O genro do imperador D. Pedro II, Luís Filipe Gastão de Orléans, o Conde d'Eu, foi nomeado em 1869 para dirigir a fase final das operações militares no Paraguai. À frente de 26 620 mil brasileiros, o Conde d'Eu liderou a campanha contra a resistência paraguaia, a Campanha da Cordilheira, que durou mais de um ano.
As mais importantes foram a Batalha de Piribebuy e a Batalha de Campo Grande, nas quais mais de cinco mil paraguaios morreram. Depois de um início bem-sucedido que incluiu vitórias sobre os remanescentes do exército de Solano López, o Conde caiu em depressão e Paranhos tornou-se comandante-em-chefe de facto.

### Morte de Solano López

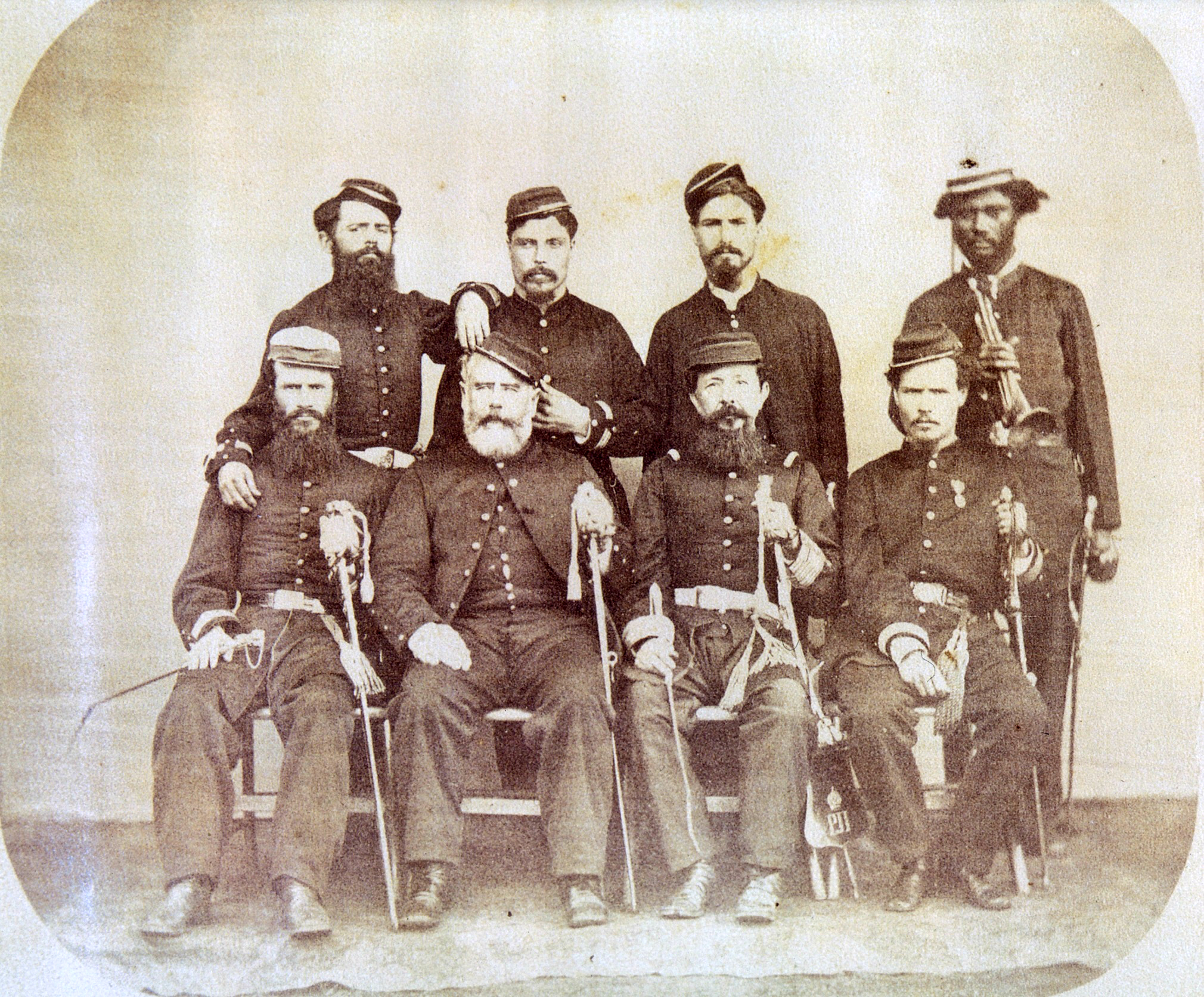
O então Coronel João Nunes da Silva Tavares, conhecido como Joca Tavares (terceiro sentado, da direita para a esquerda) e seus auxiliares imediatos, incluindo Francisco Lacerda, mais conhecido como "Chico Diabo" (terceiro em pé, da esquerda para a direita). responsável pela morte de Solano López

O presidente Solano López organizou a resistência na cordilheira do nordeste de Assunção. Ao final da guerra, com o Paraguai sofrendo grave escassez de armas e suprimentos, Solano López reagiu com tentativas draconianas de manter a ordem, ordenando às tropas que matassem qualquer um de seus colegas, inclusive oficiais, que falavam em rendição. A paranoia prevaleceu no exército e os soldados lutaram até o fim em um movimento de resistência, resultando em mais destruição do país.
Dois destacamentos foram enviados em busca de Solano López, que estava acompanhado por 200 homens nas florestas do norte. Em 1 de março de 1870, as tropas do general José Antônio Correia da Câmara surpreenderam o último acampamento paraguaio em Cerro Corá. Durante a batalha que se seguiu, Solano López foi ferido e separado do restante de seu exército. Fraco demais para andar, ele foi escoltado por seu ajudante e dois oficiais, que o conduziram até as margens do rio Aquidaban-nigui. Os policiais deixaram Solano López e seu assessor ali enquanto procuravam reforços. Antes de voltarem, Câmara chegou com um pequeno número de soldados. Embora ele tenha oferecido permissão a Solano López para se render e garantido sua vida, Solano López recusou. Gritando "Eu morro com a minha pátria!", Ele tentou atacar Câmara com sua espada. Ele foi rapidamente morto pelos homens de Câmara, pondo fim ao longo conflito em 1870.

## Vítimas da guerra

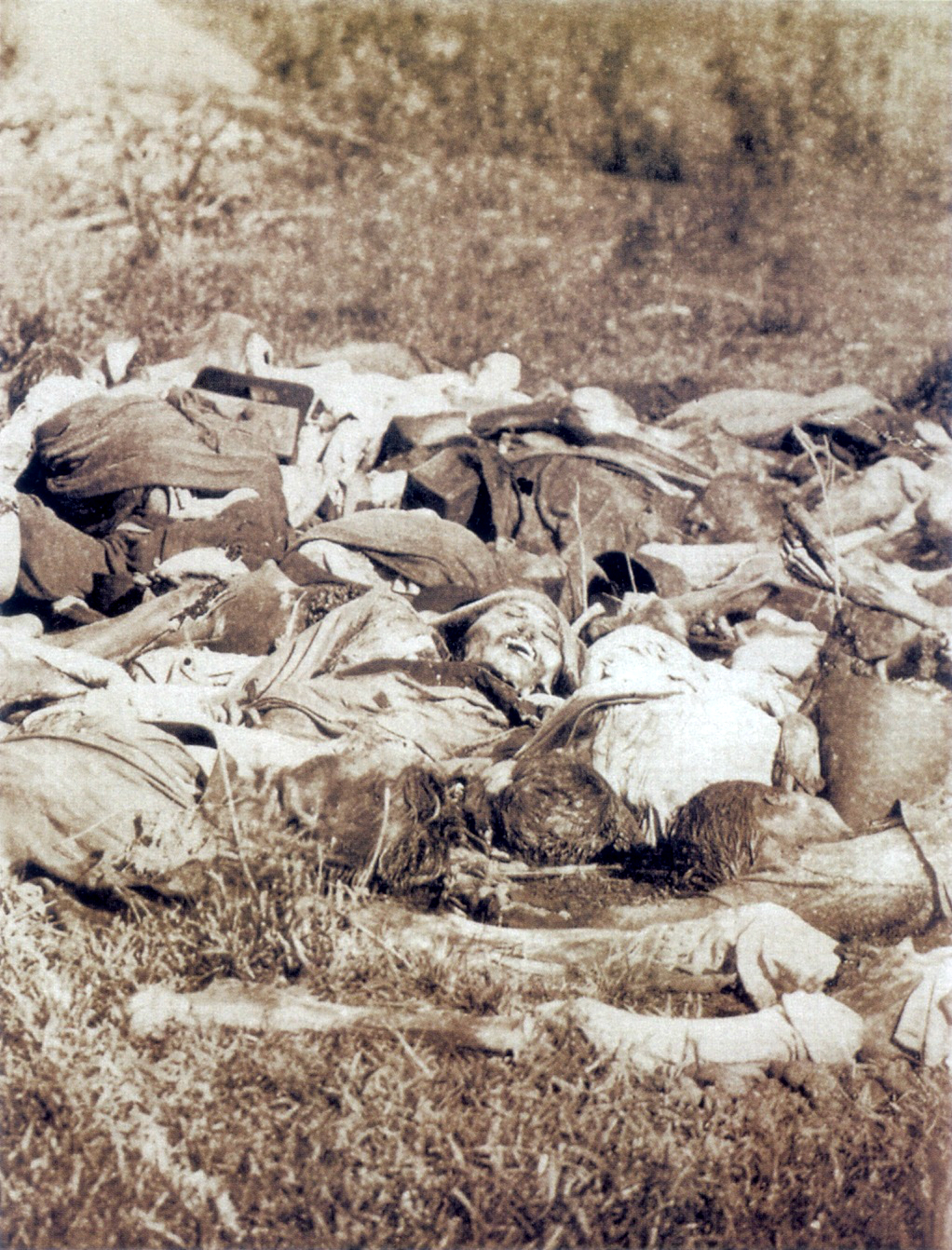
Cadáveres paraguaios após a Batalha do Boqueirão, julho de 1866 (Bate & Co. W., impressão de albumina, 11 x 18 cm, 1866; Museu Mitre, Buenos Aires)

Famílias paraguaias sem teto durante a Guerra do Paraguai, 1867

O Paraguai sofreu muitas baixas e a interrupção da guerra e as doenças também custaram a vida de civis. Alguns historiadores estimam que a nação perdeu a maioria de sua população. Os números específicos são muito contestados e variam amplamente. Uma pesquisa de 14 estimativas da população do Paraguai antes da guerra variou entre 300 mil e 1,33 milhão. Trabalhos acadêmicos posteriores baseados em dados demográficos produziram uma ampla gama de estimativas, de um possível mínimo de 21 mil (7% da população) (Reber, 1988) a até 69% da população total antes da guerra.
Após a guerra, um censo de 1871 registrou 221 079 habitantes, dos quais 106 254 mulheres, 28 746 homens e 86 079 crianças (sem indicação de sexo ou limite máximo de idade).
Os piores relatórios são de que até 90% da população masculina foi morta, embora esse número não tenha sustentação. Uma estimativa coloca as perdas totais do Paraguai — por guerra e doenças — em até 1,2 milhão de pessoas, ou 90% de sua população antes da guerra, mas os estudos modernos mostraram que esse número depende de um censo populacional de 1857 que foi uma invenção do governo. Uma estimativa diferente coloca as mortes paraguaias em aproximadamente 300 mil pessoas de 500 mil a 525 mil habitantes antes da guerra.
Na estimativa de Vera Blinn Reber, porém, “as evidências demonstram que as baixas da população paraguaia devido à guerra foram enormemente exageradas”.

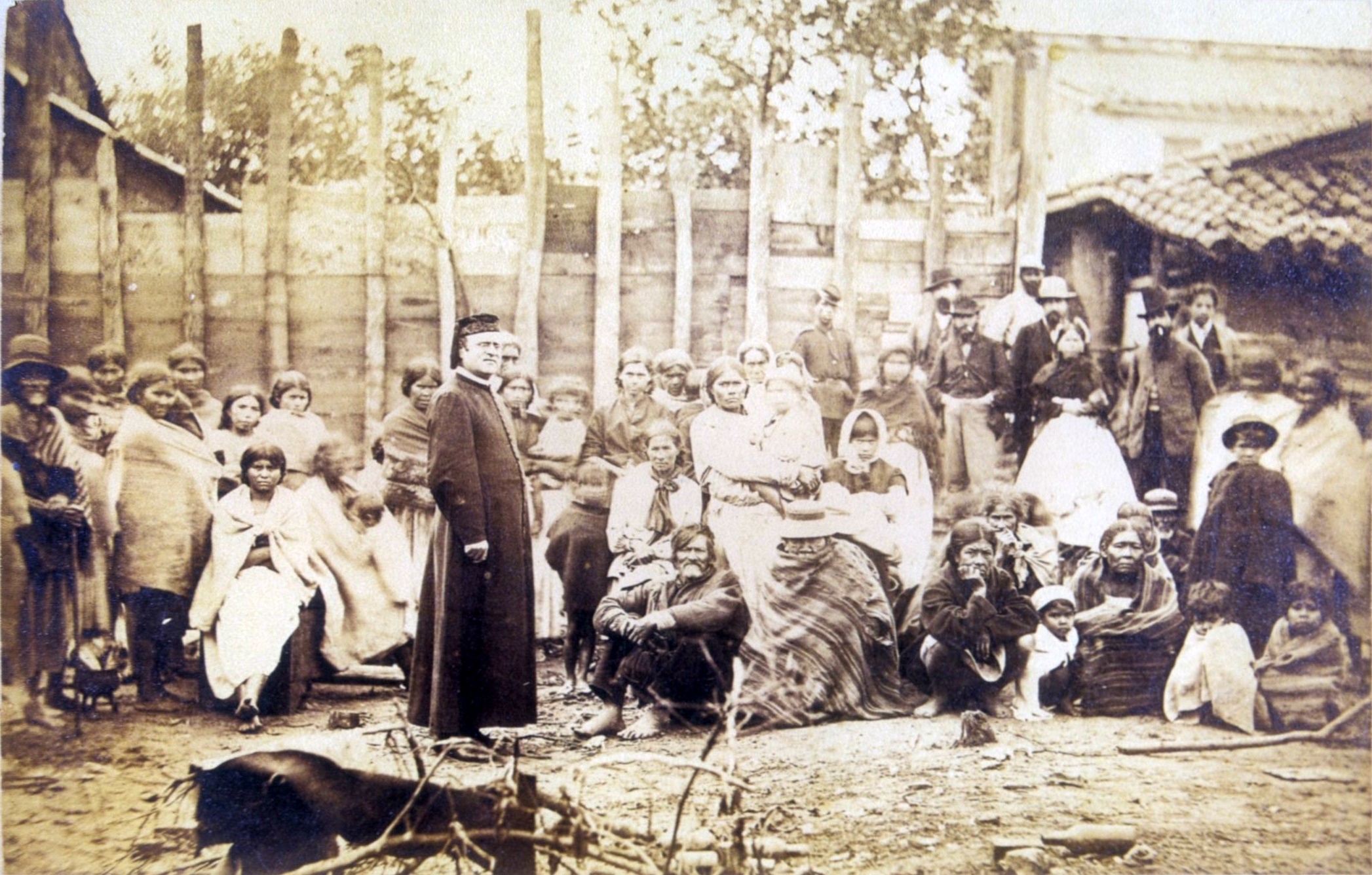
Um padre brasileiro com refugiados paraguaios vindos de San Pedro, 1869 ou 1870

Um estudo de 1999 por Thomas Whigham da Universidade da Geórgia e Barbara Potthast (publicado na Latin American Research Review sob o título "A Pedra de Roseta do Paraguai: Novas Evidências sobre a Demografia da Guerra do Paraguai, 1864–1870", e posteriormente expandido no ensaio de 2002 intitulado "Refinando os números: uma resposta a Reber e Kleinpenning") tem uma metodologia para produzir números mais precisos. Para estabelecer a população antes da guerra, Whigham usou um censo de 1846 e calculou, com base em uma taxa de crescimento populacional de 1,7% a 2,5% ao ano (que era a taxa padrão na época), que a população paraguaia imediatamente anterior à guerra em 1864 era de cerca de 420 mil e 450 mil. Com base em um censo realizado após o fim da guerra, em 1870–1871, Whigham concluiu que entre 150 mil e 160 mil paraguaios sobreviveram, dos quais apenas 28 mil eram homens adultos. No total, 60-70% da população morreu como resultado da guerra, deixando uma proporção mulher/homem de 4 para 1 (tão alta quanto 20 para 1, nas áreas mais devastadas).
Steven Pinker escreveu que, assumindo uma taxa de mortalidade de mais de 60% da população paraguaia, essa guerra foi proporcionalmente uma das mais destrutivas dos tempos modernos em qualquer Estado-nação.

### Perdas aliadas

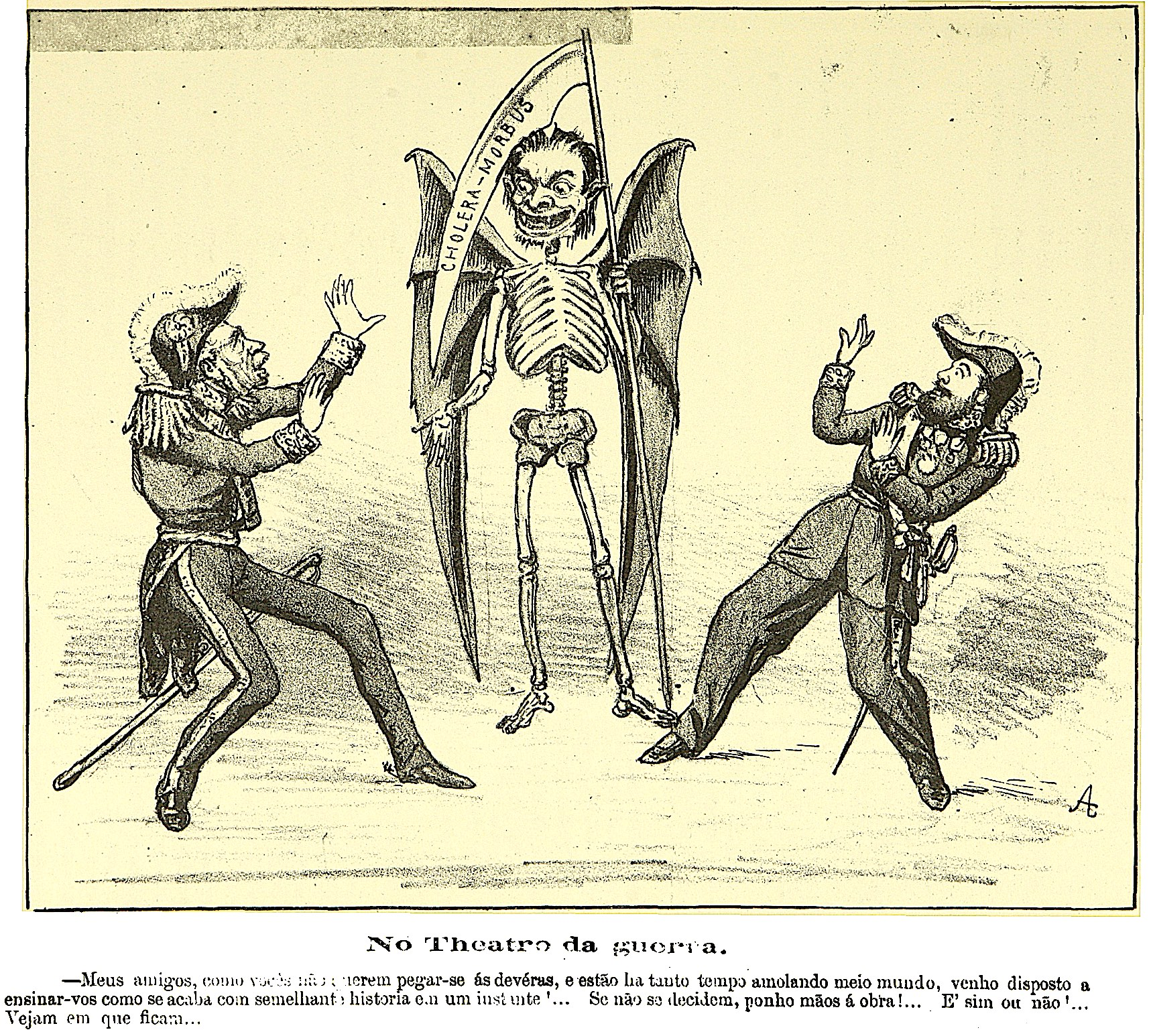
Gravura satírica retratando a cólera assustando Duque de Caxias e Solano López (Cabrião, 12 de maio de 1867)

Dos aproximadamente 123 mil brasileiros que lutaram na Guerra do Paraguai, as melhores estimativas são de que cerca de 50 mil homens morreram. O Uruguai tinha cerca de 5 600 homens em armas (incluindo alguns estrangeiros), dos quais cerca de 3 100 morreram. A Argentina perdeu cerca de 30 mil homens. As altas taxas de mortalidade não foram todas devido ao combate. Como era comum antes do desenvolvimento dos antibióticos, as doenças causavam mais mortes do que os ferimentos de guerra. Comida ruim e falta de saneamento contribuíram para doenças entre soldados e civis. Entre os brasileiros, dois terços dos mortos morreram em hospitais ou durante a marcha. No início do conflito, a maioria dos soldados brasileiros vinha das regiões Norte e Nordeste; a mudança de um clima quente para um mais frio, combinada com rações alimentares restritas, pode ter enfraquecido sua resistência. Batalhões inteiros de brasileiros morreram após beber água dos rios. Portanto, alguns historiadores acreditam que a cólera, transmitida pela água, foi uma das principais causas de morte durante a guerra.[carece de fontes?]

## Aspectos de gênero e étnicos

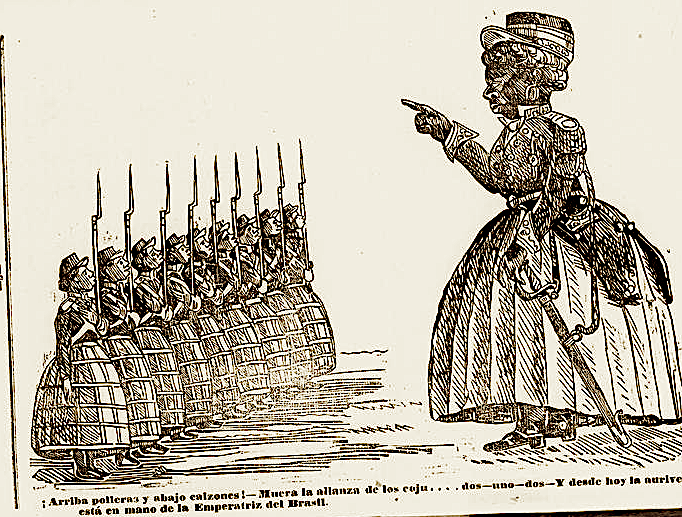
"Acima as saias e abaixo as calcinhas!" Caricatura de propaganda racista paraguaia no jornal militar El Centinela, 13 de junho de 1867. A gigante "Imperatriz do Brasil", retratada como negra, dirige-se a uma força de mulheres destinada a seduzir soldados paraguaios

### Mulheres na Guerra do Paraguai
As mulheres paraguaias desempenharam um papel significativo na Guerra do Paraguai. Durante o período imediatamente anterior ao início da guerra, muitas mulheres paraguaias eram chefes de família, o que significa que ocupavam uma posição de poder e autoridade. Recebiam tais cargos por serem viúvas, por terem filhos fora do casamento ou por seus maridos trabalharem como peões. Quando a guerra começou, as mulheres começaram a sair de casa tornando-se enfermeiras, trabalhando como funcionárias do governo e estabelecendo-se na esfera pública. Quando The New York Times noticiou a guerra em 1868, considerou as mulheres paraguaias iguais aos seus homólogos masculinos.
O apoio das mulheres paraguaias ao esforço de guerra pode ser dividido em duas etapas. A primeira é da época em que a guerra começou em 1864 até a evacuação paraguaia de Assunção no final de 1868. Durante este período de guerra, as mulheres camponesas tornaram-se as principais produtoras agrícolas. A segunda fase começa quando a guerra se transforma em uma forma mais guerrilheira; começou quando a capital do Paraguai caiu e terminou com a morte do presidente Francisco Solano López em 1870. Nesta fase, o número de mulheres que se tornaram vítimas da guerra estava aumentando. As mulheres ajudaram a sustentar a sociedade paraguaia durante um período muito instável. Embora o Paraguai tenha perdido a guerra, o resultado poderia ter sido ainda mais desastroso sem as mulheres desempenhando tarefas específicas. As mulheres trabalhavam como fazendeiras, soldados, enfermeiras e oficiais do governo. Elas se tornaram um símbolo da unificação nacional e, no final da guerra, as tradições que as mulheres mantinham eram parte do que mantinha a nação unida.
Um artigo de 2012 na The Economist argumentou que com a morte da maior parte da população masculina do Paraguai, a Guerra do Paraguai distorceu a proporção de mulheres em número muito maior do que os homens e tem impactado a cultura sexual do Paraguai até hoje. Por causa do despovoamento, os homens foram encorajados após a guerra a ter vários filhos com várias mulheres, até mesmo padres católicos supostamente celibatários. Um colunista relacionou essa ideia cultural ao escândalo de paternidade do ex-presidente Fernando Lugo, que teve vários filhos quando era um padre supostamente celibatário.

### Povo indígena paraguaio
Antes da guerra, os indígenas ocupavam muito pouco espaço na mente da elite paraguaia. O presidente paraguaio Carlos Antonio Lopez até modificou a constituição do país em 1844 para remover qualquer menção ao caráter hispano-guarani do Paraguai. Essa marginalização foi prejudicada pelo fato de que o Paraguai há muito valorizava seus militares como sua única instituição nacional honrada e a maioria dos militares paraguaios eram indígenas e falavam guarani. Porém, durante a guerra, os indígenas do Paraguai passaram a ocupar um papel ainda maior na vida pública, principalmente após a Batalha de Estero Bellaco. Para esta batalha, o Paraguai colocou seus "melhores" homens, que por acaso eram descendentes de espanhóis, na frente e no centro. O Paraguai perdeu gravemente essa batalha, assim como "os homens de todas as melhores famílias do país".
A guerra também uniu os indígenas do Paraguai ao projeto de construção da nação paraguaia. Imediatamente antes da guerra, eles foram confrontados com uma enxurrada de retórica nacionalista (em espanhol e guarani) e sujeitos a juramentos e exercícios de lealdade. O presidente paraguaio Francisco Solano Lopez, filho de Carlos Antonio Lopez, estava bem ciente de que o povo de língua guarani do Paraguai tinha uma identidade de grupo independente da elite paraguaia de língua espanhola. Ele sabia que teria que superar essa divisão ou arriscar que fosse explorado pela Tríplice Aliança. Até certo ponto, Lopez conseguiu fazer com que os indígenas expandissem sua identidade comunal para incluir todo o Paraguai. Como resultado disso, qualquer ataque ao Paraguai foi considerado um ataque à nação paraguaia, apesar da retórica do Brasil, Uruguai e Argentina dizendo o contrário. Esse sentimento aumentou depois que os termos do Tratado da Tríplice Aliança vazaram, especialmente a cláusula que afirmava que o Paraguai pagaria por todos os danos sofridos pelo conflito.[carece de fontes?]

### Afro-brasileiros

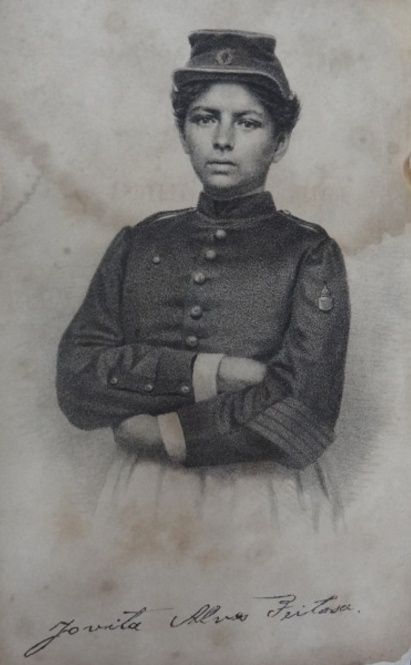
Retrato de Jovita Feitosa

Homens afro-brasileiros livres e escravos passaram a compor a maioria das forças brasileiras na Guerra do Paraguai. A monarquia brasileira originalmente permitia unidades apenas crioulas ou "zuavos" nas forças armadas no início da guerra, seguindo a insistência do crioulo brasileiro Ouirino Antonio do Espírito Santo. Ao longo da guerra, os zuavos se tornaram uma opção cada vez mais atraente para muitos escravos afro-brasileiros não crioulos, especialmente devido à opinião negativa deles em relação à escravidão. Depois que os zuavos os alistaram e/ou recrutaram à força, tornava-se difícil para seus senhores retomarem a posse deles, já que o governo estava desesperado por soldados.
Alguns dos recrutas anteriormente escravizados então desertaram dos zuavos para se juntar a comunidades livres compostas por afro-brasileiros e indígenas. Em 1867, unidades exclusivamente negras não eram mais permitidas, com todo o exército sendo integrado da mesma forma que antes da Guerra da Tríplice Aliança. Embora isso tivesse o efeito de reduzir a identificação dos negros com o estado, a lógica geral por trás disso era que "o país precisava de recrutas para seus batalhões existentes, não de empresas organizadas de forma independente". Isso não significou o fim dos soldados negros nas Forças Armadas brasileiras. Ao contrário, "gente de cor empobrecida constituía a maior parte dos soldados em cada batalhão de infantaria brasileiro". As mulheres afro-brasileiras desempenharam um papel fundamental na sustentação dos militares brasileiros como "vivandeiras", que eram mulheres pobres que viajavam com os militares para realizar "tarefas logísticas como carregar barracas, preparar comida e lavar roupa".

## Mudanças territoriais e tratados

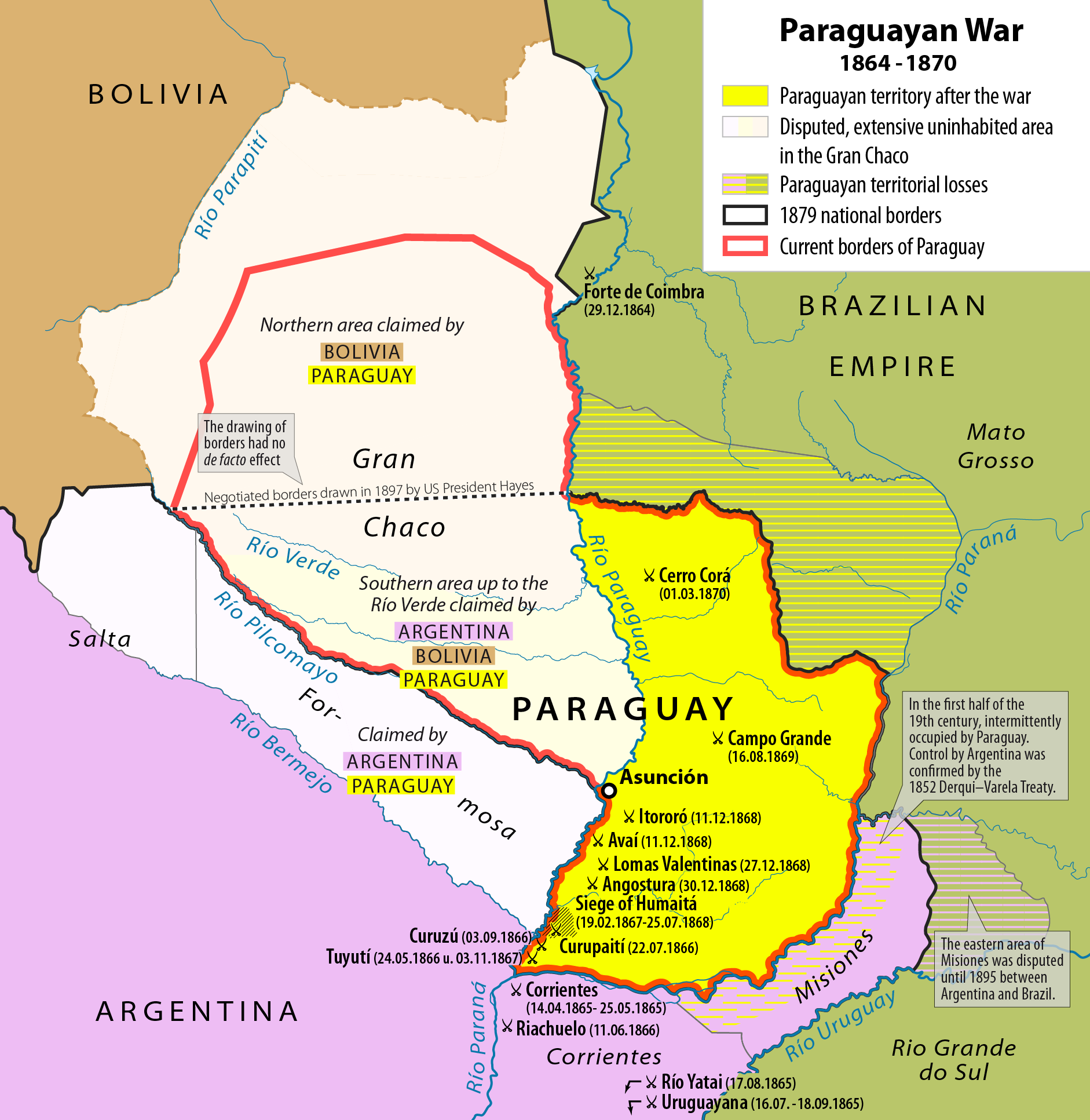
Paraguai depois da guerra

### Disputas com o Brasil
Na época colonial, certas terras situadas ao norte do rio Apa estavam em disputa entre o Império Português e o Império Espanhol. Após a independência, continuaram a ser disputados entre o Império do Brasil e a República do Paraguai. Após a guerra, o Brasil assinou o Tratado de Loizaga – Cotegipe em 9 de janeiro de 1872, em que obteve liberdade de navegação no rio Paraguai. O Brasil também manteve as regiões do norte que havia reivindicado antes da guerra. Essas regiões passaram a fazer parte da então Província de Mato Grosso.

### Disputas com a Argentina

#### Misiones
Na época colonial, os missionários jesuítas estabeleceram várias aldeias em terras entre os rios Paraná e Uruguai. Depois que os jesuítas foram expulsos do território espanhol em 1767, as autoridades eclesiásticas de Assunção e de Buenos Aires reivindicaram a jurisdição religiosa nessas terras e o governo espanhol às vezes a atribuía a um lado, às vezes ao outro; às vezes eles dividiam a diferença. Após a independência, a República do Paraguai e a Confederação Argentina continuaram essas disputas. Em 19 de julho de 1852, os governos da Confederação Argentina e do Paraguai assinaram um tratado pelo qual o Paraguai renunciava às Misiones. No entanto, este tratado não se tornou vinculativo, pois precisava ser ratificado pelo Congresso argentino, que o recusou.

#### Gran Chaco
O Gran Chaco é uma área situada a oeste do rio Paraguai. Antes da guerra, era "uma enorme planície coberta por pântanos, chaparrais e florestas de espinhos [...] lar de muitos grupos de temidos índios, incluindo guaicurús, tobas e mocobís". Há muito tempo havia reivindicações sobrepostas de toda ou parte desta área pela Confederação Argentina, Bolívia e Paraguai. Com algumas exceções, tratava-se de reivindicações de papel, porque nenhum desses países estava em ocupação efetiva da área: essencialmente, eram reivindicações de ser o verdadeiro sucessor do Império Espanhol, mesmo sendo uma área que nem pela própria Espanha fora efetivamente ocupada, e na qual os espanhóis não tinham nenhum motivo particular para prescrever limites internos. As exceções foram as seguintes: Em primeiro lugar, para se defender das incursões indígenas, tanto na época colonial como depois, as autoridades de Assunção estabeleceram alguns fortes de fronteira na margem oeste do rio Paraguai - uma faixa costeira dentro do Chaco. Pelo mesmo tratado de 19 de julho de 1852, entre o Paraguai e a Confederação Argentina, uma área indefinida no Chaco ao norte do rio Bermejo foi implicitamente admitida como pertencente ao Paraguai. Como já foi dito, o Congresso argentino se recusou a ratificar este tratado; e foi protestado pelo governo da Bolívia como hostil às suas próprias reivindicações. A segunda exceção foi que em 1854, o governo de Carlos Antonio López estabeleceu uma colônia de imigrantes franceses na margem direita do rio Paraguai em Nueva Burdeos; quando falhou, foi renomeado para Villa Occidental.
Depois de 1852, e mais especialmente depois que o Estado de Buenos Aires voltou à Confederação Argentina, a reivindicação da Argentina ao Chaco endureceu; os argentinos passaram a reivindicar o território até a fronteira com a Bolívia. Pelo artigo XVI do Tratado da Tríplice Aliança a Argentina deveria receber este território integralmente. No entanto, o governo brasileiro não gostou do que seu representante em Buenos Aires havia negociado a esse respeito e decidiu que a Argentina não deveria receber "um palmo de território" acima do rio Pilcomayo. Ele teve como objetivo frustrar a reivindicação posterior da Argentina, com eventual sucesso. A fronteira pós-guerra entre o Paraguai e a Argentina foi resolvida por meio de longas negociações, concluídas em 3 de fevereiro de 1876 com a assinatura do Tratado de Irigoyen - Machaín. Esse tratado concedeu à Argentina cerca de um terço da área originalmente desejada e o país se tornou a mais forte das nações do Rio da Prata. Quando as duas partes não chegaram a um consenso sobre o destino da área do Chaco Boreal, o Presidente dos Estados Unidos, Rutherford B. Hayes, foi chamado para arbitrar. Seu argumento foi em favor do Paraguai. O departamento paraguaio Presidente Hayes é nomeado em sua homenagem.[carece de fontes?]

## Consequências da guerra

### Paraguai
Houve destruição do estado existente, perda de territórios vizinhos e ruína da economia paraguaia, de forma que, mesmo décadas depois, o país não pôde se desenvolver da mesma forma que seus vizinhos. Estima-se que o Paraguai tenha perdido até 69% de sua população, a maioria por doenças, fome e cansaço físico, dos quais 90% eram homens, e também mantinha uma alta dívida de guerra com os países Aliados que não foi totalmente paga e acabou sendo perdoada em 1943 pelo presidente brasileiro Getúlio Vargas. Um novo governo pró-Brasil foi instalado em Assunção em 1869, enquanto o Paraguai permaneceu ocupado pelas forças brasileiras até 1876, quando a Argentina reconheceu formalmente a independência daquele país, garantindo sua soberania e deixando-o um Estado-tampão entre seus vizinhos maiores.[carece de fontes?]
Desde os tempos coloniais, a erva-mate tem sido uma cultura comercial importante para o Paraguai. Até a guerra, gerava receitas significativas para o país. O conflito causou uma queda acentuada na colheita de erva-mate no Paraguai, supostamente em até 95% entre 1865 e 1867. Soldados de todos os lados usavam erva-mate para diminuir a dor de fome e aliviar a ansiedade de combate.
Grande parte dos 156 415 quilômetros quadrados perdidos pelo Paraguai para a Argentina e o Brasil era rico em erva-mate, então, no final do século XIX, o Brasil se tornou o maior produtor dessa cultura agrícola. Empresários estrangeiros entraram no mercado paraguaio e assumiram o controle do restante da produção e indústria de erva-mate.

### Brasil

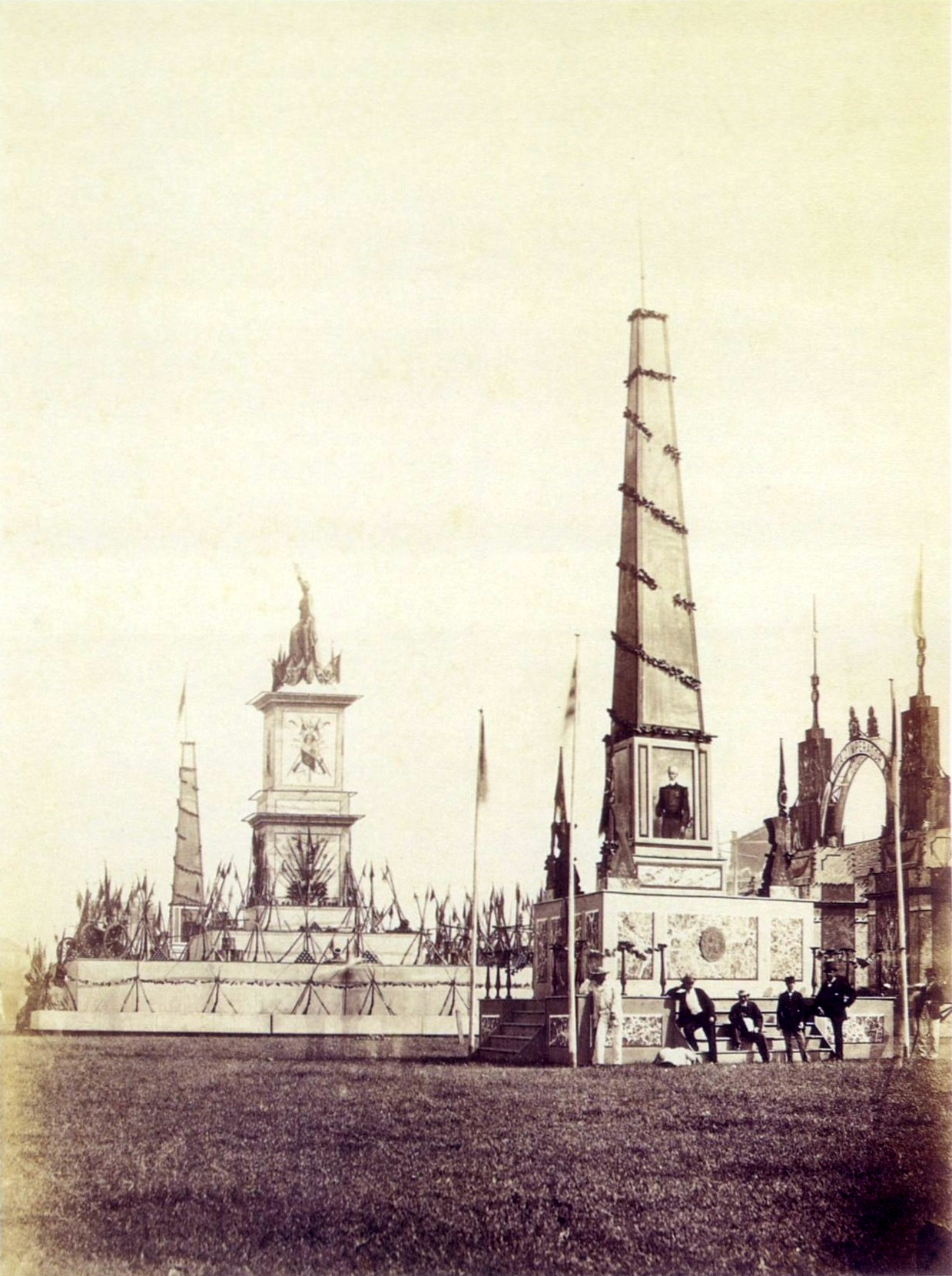
Preparativos para a celebração da vitória do Brasil na guerra, 1870

A guerra ajudou o Império Brasileiro a atingir seu auge de influência política e militar, tornando-se a Grande Potência da América do Sul e também ajudou a acabar com a escravidão no Brasil, transferindo os militares para um papel fundamental na esfera pública. No entanto, o conflito causou um aumento ruinoso da dívida pública, que levou décadas para ser paga, limitando severamente o crescimento do país. A dívida de guerra, ao lado de uma longa crise social após o conflito, são tidas como fatores cruciais para a queda do Império e a proclamação da Primeira República Brasileira.
Durante a guerra, o exército brasileiro assumiu o controle total do território paraguaio e ocupou o país por seis anos a partir de 1870. Em parte, isso impedia a anexação de ainda mais território pela Argentina, que desejava apoderar-se de toda a região do Chaco. Durante esse período, Brasil e Argentina tiveram fortes tensões, com a ameaça de um conflito armado entre eles. Durante o saque de Assunção, soldados brasileiros levaram troféus de guerra. Entre os despojos levados estava uma arma de grande calibre chamada Cristiano, cujo nome foi dado por ter sido lançada a partir de sinos de igreja de Assunção derretidos para a guerra.
No Brasil, a guerra expôs a fragilidade do Império e dissociou a monarquia do exército. O Exército Brasileiro tornou-se uma nova e influente força na vida nacional. Desenvolveu-se como uma forte instituição nacional que, com a guerra, ganhou tradição e coesão interna. O Exército teria um papel significativo no desenvolvimento posterior da história do país. A depressão econômica e o fortalecimento do exército tiveram um papel importante na deposição do imperador Pedro II e na proclamação republicana em 1889. O marechal Deodoro da Fonseca tornou-se o primeiro presidente brasileiro.[carece de fontes?]

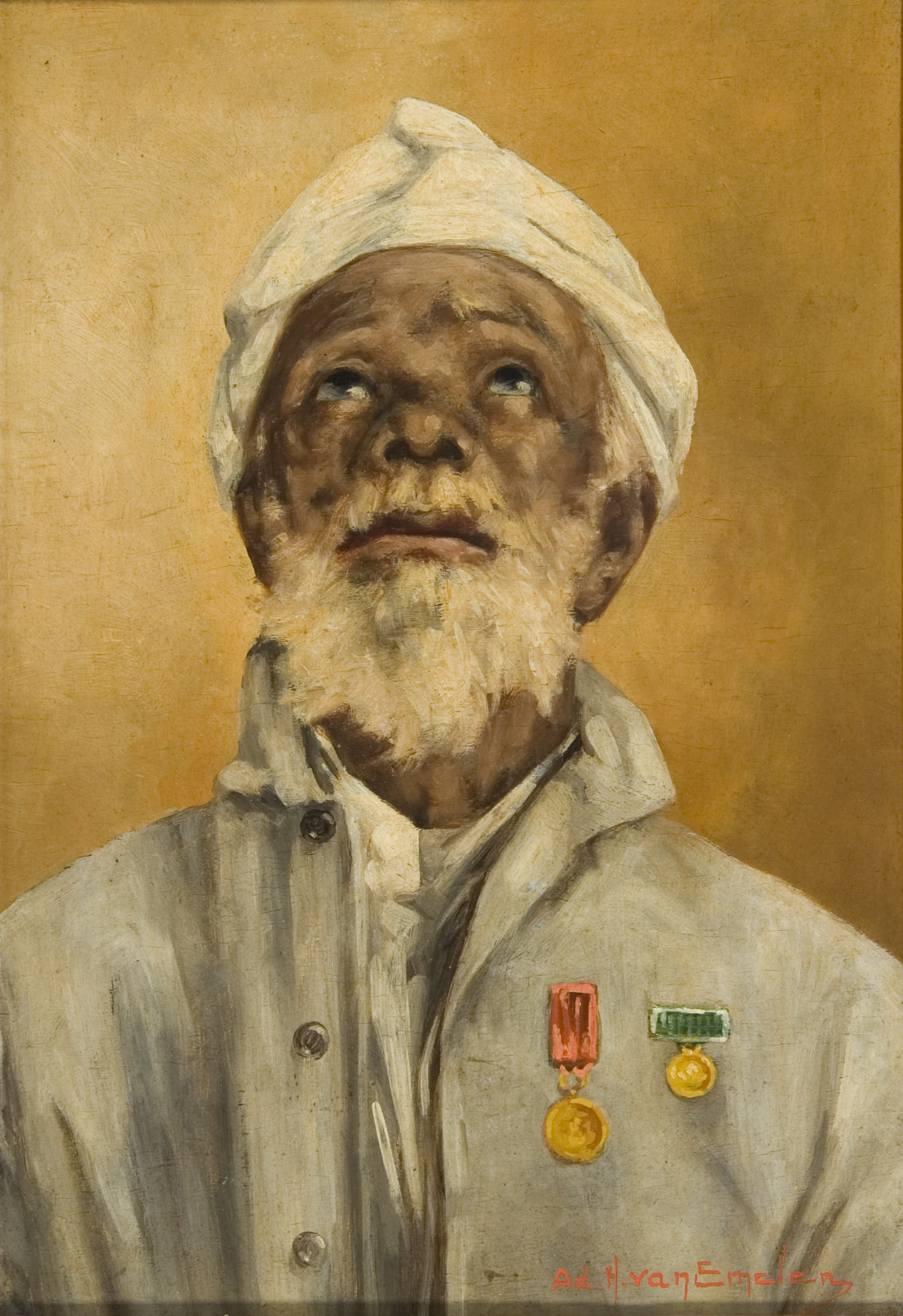
Herói da Guerra do Paraguai, pintura de Adrien Henri Vital van Emelen

Como em outros países, "o recrutamento de escravos durante a guerra nas Américas raramente implicava em uma rejeição completa da escravidão e geralmente reconhecia os direitos dos senhores sobre suas propriedades". O Brasil indenizou proprietários que libertaram escravos para fins de luta na guerra, com a condição de que os libertos se alistassem imediatamente. Também capturava os escravos dos proprietários quando precisavam de mão de obra e pagava uma compensação. Em áreas próximas ao conflito, os escravos aproveitaram as condições do tempo de guerra para escapar e alguns escravos fugitivos se ofereceram para o exército. Juntos, esses efeitos minaram a instituição da escravidão. Mas os militares também defendiam os direitos de propriedade dos donos de escravos, uma vez que devolveram pelo menos 36 escravos fugitivos aos proprietários para que pudessem cumprir sua exigência de prova legal. Significativamente, a escravidão não terminou oficialmente até a década de 1880.
O Brasil gastou cerca de 614 mil réis (a moeda brasileira na época), que foram obtidos nas seguintes fontes:
| réis, milhares | fonte                    |
| -------------- | ------------------------ |
| 49             | Empréstimos estrangeiros |
| 27             | Empréstimos domésticos   |
| 102            | Emissão de papel         |
| 171            | Emissão de título        |
| 265            | Impostos                 |

Devido à guerra, o Brasil teve um déficit entre 1870 e 1880, que finalmente foi pago. Na época, os empréstimos externos não eram fontes significativas de recursos.

### Argentina
Após a guerra, a Argentina enfrentou muitas revoltas federalistas contra o governo nacional. Economicamente, ela se beneficiou de ter vendido suprimentos para o Exército Brasileiro, mas a guerra em geral diminuiu o tesouro nacional. A ação nacional contribuiu para a consolidação do governo centralizado após o fim das revoluções e para o aumento da influência da liderança do Exército. Argumentou-se que o conflito desempenhou um papel fundamental na consolidação da Argentina como um Estado-nação. Esse país se tornou um dos mais ricos do mundo, no início do século XX. Foi a última vez que Brasil e Argentina assumiram abertamente um papel tão intervencionista na política interna do Uruguai.

### Uruguai
O Uruguai sofreu efeitos menores, embora quase cinco mil soldados tenham morrido. Como consequência da guerra, os Colorados ganharam o controle político do Uruguai e, apesar das rebeliões, mantiveram-se no poder até 1958.[carece de fontes?]

## Interpretações modernas da guerra
A interpretação das causas da guerra e suas consequências têm sido um tema polêmico na história dos países participantes, especialmente no Paraguai. Lá, foi considerada uma luta destemida pelos direitos de uma nação menor contra a agressão de vizinhos mais poderosos ou uma tentativa tola de lutar em uma guerra invencível que quase destruiu a nação.
A Grande Enciclopédia Soviética, considerada a fonte enciclopédica oficial da URSS, apresentou uma breve visão sobre a Guerra do Paraguai, em grande parte favorável aos paraguaios, alegando que o conflito foi uma "guerra de agressão imperialista" planejada por proprietários de escravos e burgueses capitalistas, travados por Brasil, Argentina e Uruguai sob instigação de Reino Unido, França e Estados Unidos. A mesma enciclopédia apresenta Francisco Solano López como um estadista que se tornou um grande líder e organizador militar, que morreu heroicamente na batalha.
Em dezembro de 1975, depois que os presidentes Ernesto Geisel e Alfredo Stroessner assinaram um tratado de amizade e cooperação em Assunção, o governo brasileiro devolveu alguns de seus despojos de guerra ao Paraguai, mas manteve outros. Em abril de 2013, o governo paraguaio renovou as demandas para a devolução do canhão El Cristiano. O Brasil o mantém exposto na antiga guarnição militar, hoje o Museu Histórico Nacional, e diz que faz parte de sua história também.

### Teorias sobre a influência britânica

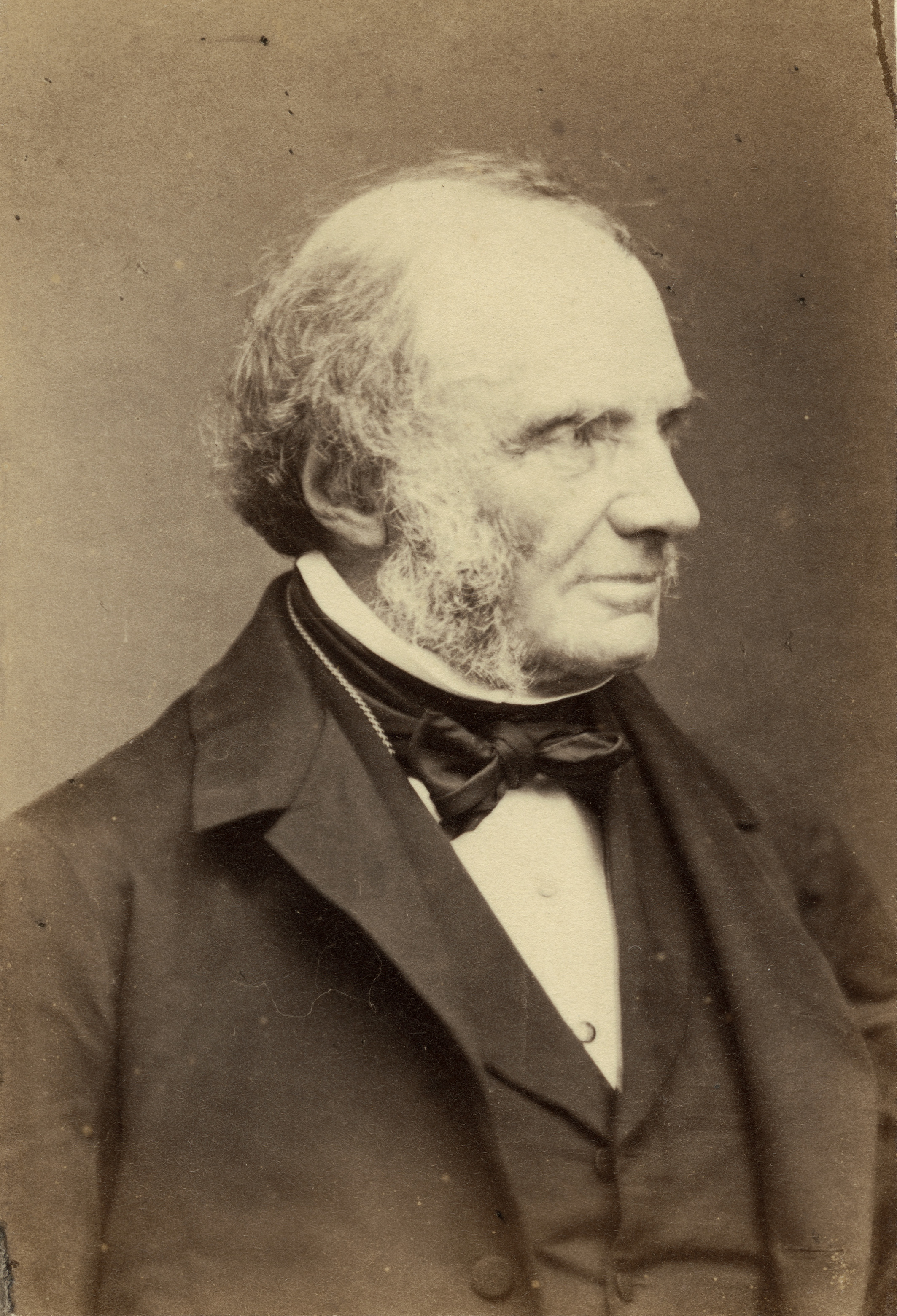
John Russell, 1.º Conde Russell

Uma crença popular no Paraguai e no revisionismo argentino desde 1960 culpa a influência do Império Britânico (embora o consenso acadêmico mostre pouca ou nenhuma evidência para esta teoria). No Brasil, alguns acreditam que o Reino Unido financiou os Aliados contra o Paraguai e que o imperialismo britânico foi o catalisador da guerra. O consenso acadêmico é que nenhuma evidência apoia esta tese. De 1863 a 1865, o Brasil e o Reino Unido tiveram uma longa crise diplomática e, cinco meses após o início da guerra, cortaram relações. Em 1864, um diplomata britânico enviou uma carta a Solano López pedindo-lhe que evitasse as hostilidades na região. Não há evidências de que os britânicos forçaram os Aliados a atacar o Paraguai.
Alguns historiadores de esquerda das décadas de 1960 e 1970 (mais notavelmente Eric Hobsbawn em sua obra Era do Capital) afirmam que a Guerra do Paraguai foi causada pela influência pseudo-colonial dos britânicos, que precisava de uma nova fonte de algodão durante a Guerra Civil Americana (já que os estados do Sul dos Estados Unidos estavam economicamente bloqueados e eram seu principal fornecedor de algodão). Historiadores de direita e mesmo de extrema-direita, especialmente da Argentina e do Paraguai, compartilham a opinião de que o Império Britânico teve muito a ver com a guerra.
Um documento que supostamente apoia essa afirmação é uma carta de Edward Thornton (Ministro da Grã-Bretanha na Bacia do Prata) ao primeiro-ministro Lord John Russell, que diz:

O povo ignorante e bárbaro do Paraguai acredita que está sob a proteção do mais ilustre dos governos (...) e somente com uma intervenção estrangeira, ou uma guerra, eles serão livrados de seu erro ...
Charles Washburn, que foi Ministro dos Estados Unidos para o Paraguai e Argentina, também afirma que Thornton apresentou o Paraguai, meses antes da eclosão do conflito, como:

... Pior que a Abissínia, e López (é) pior que o Rei Teodoro II da Etiópia. A extinção (do Paraguai) como nação será benéfica, para todo o mundo…
No entanto, foi a avaliação de E. N. Tate que elucidou esta confusão:

Seja qual for sua antipatia pelo Paraguai, Thornton parece não ter desejado que suas querelas com a Argentina e o Brasil, que se agravavam rapidamente na época de sua visita a Assunção, se transformassem em guerra. Sua influência em Buenos Aires parece ter sido usada consistentemente durante os próximos meses no interesse da paz.
Outros historiadores contestam essa afirmação de influência britânica, apontando que não há nenhuma evidência documental para isso. Eles observam que, embora a economia e os interesses comerciais britânicos tenham se beneficiado com a guerra, o governo do Reino Unido se opôs a ela desde o início. Ele acreditava que a guerra prejudicava o comércio internacional, e desaprovou as cláusulas secretas do Tratado da Tríplice Aliança. A Grã-Bretanha já estava aumentando as importações de algodão egípcio e não precisava de produtos paraguaios.